# 双界儀

双界儀のシンボルのモチーフになった二つ巴。
この図の中心に黒地と同じ径の白地の円を重ねた白地の部分からなる勾玉である。五神宝珠も同様の形で五方輪の紋章ともなっている。
この形は（本作のでの造語）「双勾玉（ふたまがたま）」と呼ばれ、物語の核心・根幹になる「あるもの（架空）」の形でもある。

三つの星からなる紫微（北極星）を中心に周る
「火水木金土の五行の精」（五曜の星）と
北斗七星（七曜の星）

『双界儀』（そうかいぎ）は、1998年5月28日にスクウェア（現スクウェア・エニックス）より発売されたPlayStation用アクションアドベンチャーゲームソフト。
発売当初のキャッチコピーは、以下などがある。
- この世の裏に、常世あり。
- あなたがいるから、現世だって悪くない。
- 守ってあげたいから、傷ついてほしくないから。
- 闘う男はドラマになる。恋する女はドラマになる。
- 男と女、闘いと恋のアクション・アドベンチャー。

2008年8月13日からはゲームアーカイブスでPlayStation Portable向けにダウンロード販売が開始された。

## 概要
スクウェアがデジキューブを介して発売したアクションアドベンチャーゲームのひとつで、スクウェア初のフルボイスを採用した作品としても知られ、全編3Dフルポリゴンで構成されていて、その3Dフルポリゴンとフルボイスによるムービーシーンは約3時間にもおよぶロードムービーになっている。ノベル（語りの文章）とムービーは飛ばすこと（スキップ）ができる。
物語の終了後にはゲームデータを保存することにより、Disk1にて引き続き、物語と同じ広大なフィールドで、アクションゲームとして楽しむことができる。ただし、ステージごとの連戦になり、「昼と夜が逆転している」などの同一フィールドはなくなる。ムービーも省略される。
監督と原案は天河信彦で、ドラマ演出は三ツ矢雄二による。キャラクター原案は皇名月で、寄り神デザインは田中毅による。音楽は70名のスタジオ・ミュージシャンによる生演奏であり、印象的なコーラスをはじめ、さまざまな演奏形態が取られた。ミュージックコンポーザーを務めた菊田裕樹のスクウェアにおける最後の作曲作品集でもある。音響監督は三ツ矢雄二で、寄り神の咆哮も彼自身の声である。主題歌は作中でもヒロインを演じた京野ことみが担当。

### 世界観

太極図

太極の陰陽、常世（とこよ）と現世（うつしよ）、悠久と刹那、「現代」の日本を舞台としながらも、「古代」から語り継がれた『日本神話（記紀神話）』や古神道、西方大陸から渡来した密教や道教（陰陽道）を織り交ぜ、循環と再生や渾沌と融合などの、二律背反と表裏一体を主とした世界観から、「二つ＝双」の「世（よ）＝界」の「理（ことわり）＝儀」で題名の『双界儀』となっている。
『古事記』や『万葉集』のみならず、主に『竹内文書』や『東日流外三郡誌』などの偽書に発想を得た日本観や、日本各地に残る「富士文明説」や「寄り神信仰」を題材とし、寄り神（よりがみ）が、いわゆる漂着神（ひょうちゃくしん）・客神（まれびとかみ）であることから、「追いやられるもの」と「忘れ去られたもの」といった神に焦点があてられ、物語に登場するものも「流れ着く物」や「流れ去る者」や「渡来の者」といった表現によって、万物流転（森羅万象の生滅流転）がイメージされる。
陰陽五行（いんようごぎょう）といわれる陰陽思想と五行思想を合わせたものをもとに、陰（いん）・陽（よう）の気（精ともいい、本作では「氣」と表記）の流れや、五行（五行配当）の相関関係などが、システムに組み込まれ、良好な融合を見せており、登場人物の各々の持つ氣や陰陽の属性が、人物設定や人間関係、物語や戦いの重要なファクターになっている。

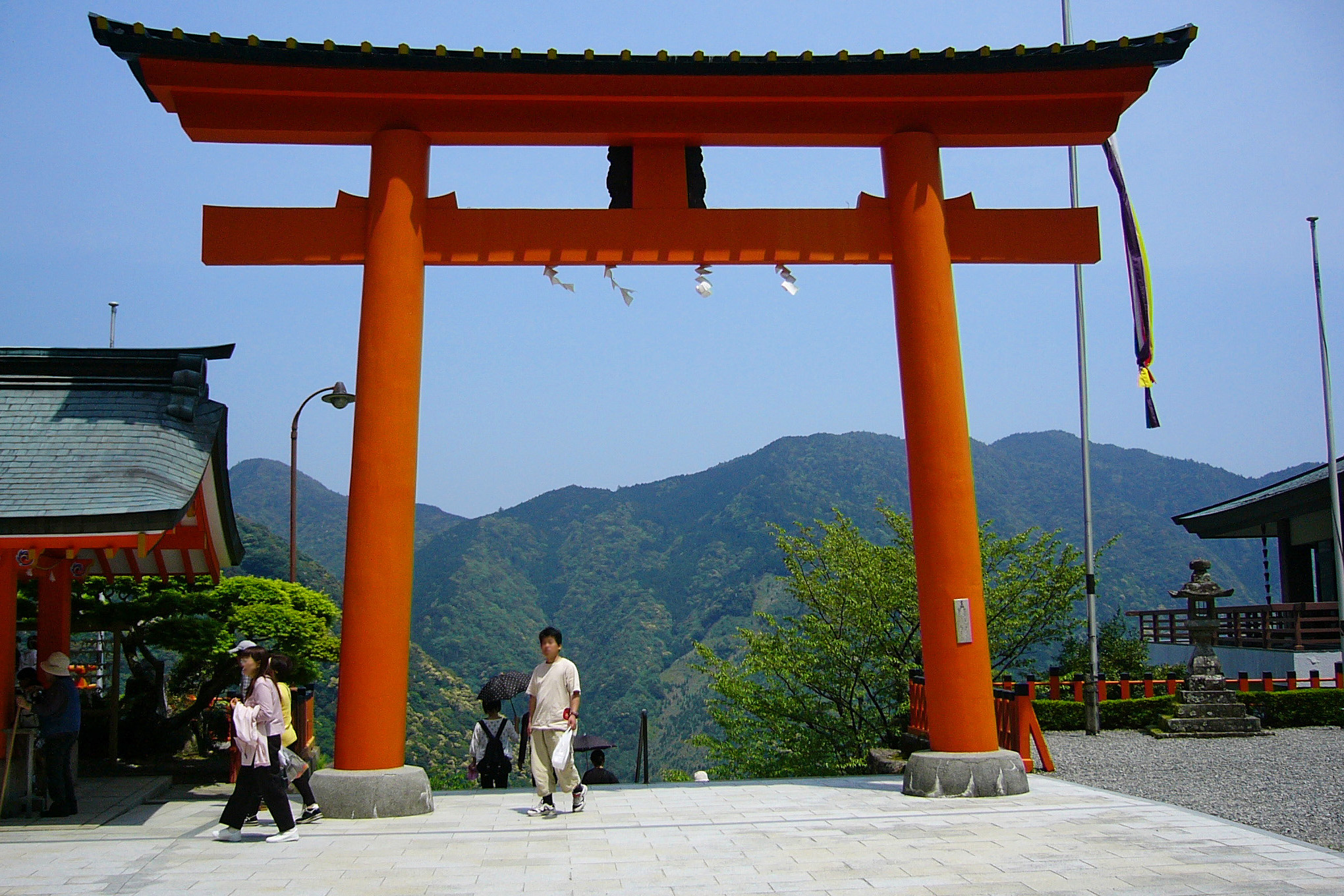
様々な場所にプロットされる鳥居

表示も0（ゼロ）以外のアラビア数字は排され、外来語のカタカナ表記も極力、日本語に置き換えられており、「漢字、ひらがな、古語」に重点が置かれ、時間経過も2月を如月に12月を極月などの和名で記していて、とくに10月は神無月ではなく、「神在月」としているのは、出雲大社の慣しからの引用である。古代に係わる場所や物に「秀真文字（ホツマもじ）」が朱で記されている。また、本作では古式床しい台詞（せりふ）が、随所にちりばめられ、一例を挙げると武器という言葉は使われず武具や得物となっていて、日本語において「武器、武具、得物」は多少、意味合いが違っていることを、さりげなく表現している。効果音も、メニュー画面などの操作時は和太鼓や鼓や井戸の釣瓶の滑車が回るような音が使われていて、和風を醸し出している。

## あらすじ

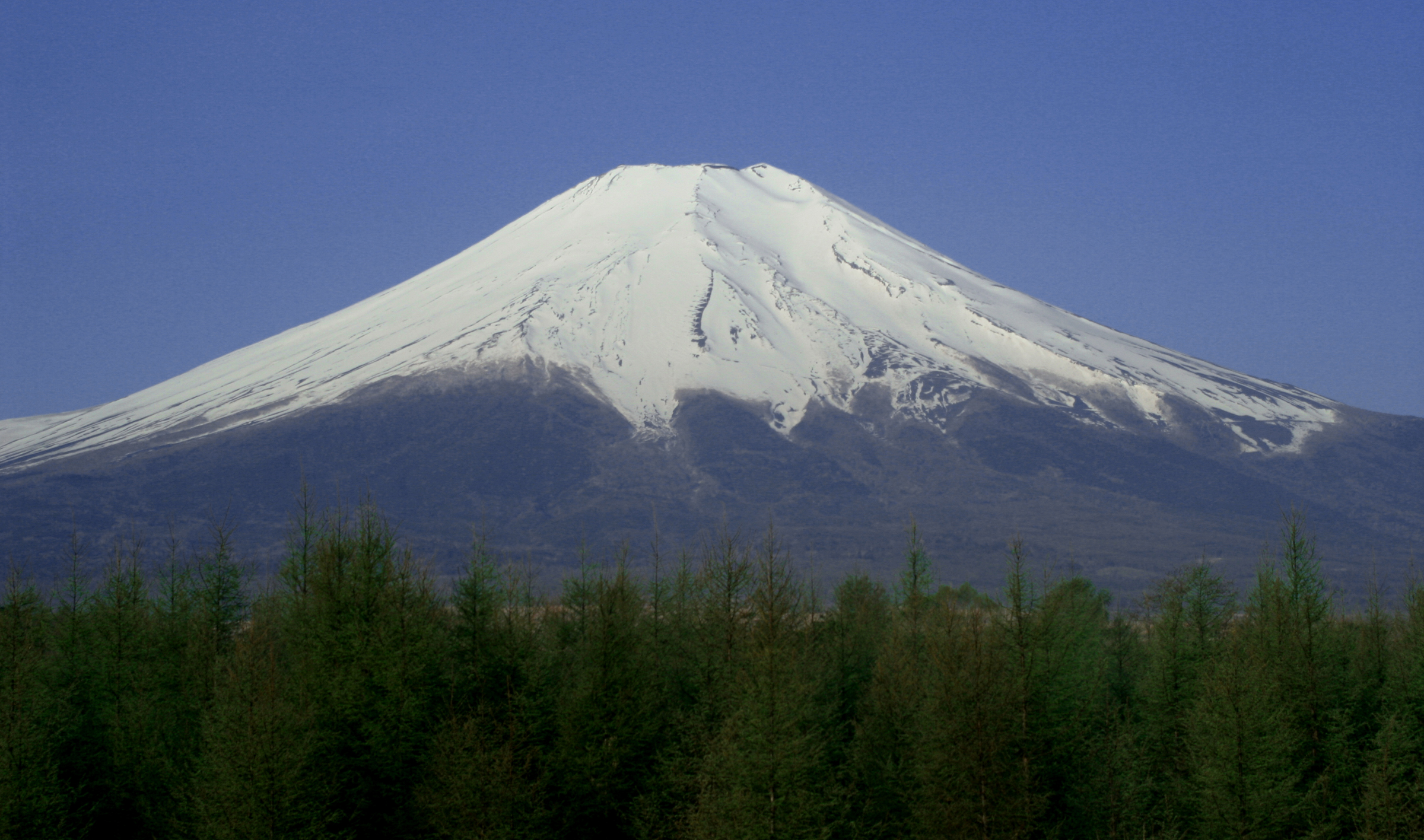
富士山

1997年（平成9年）の12月、富士山の山頂で起こった大規模な爆発により富士は崩壊、二つに引き裂かれた姿に変貌を遂げた。それに呼応するかのように日本の各地で大規模な爆発と地震が起こり、その爆発から発生した光球が半径50キロメートル以内の地域を吹き飛ばし、さらにその光球は謎の巨大な柱となった。日本各地のその柱は、周りのありとあらゆるものを飲み込み、大地さえも抉った。その結果、直径100km、深さ30kmに及ぶクレーターとなった無残な大地には、直径10km、高さ150kmの、その「紅く光る柱」がただ聳（そび）え立つだけとなってしまう。日本はたった一夜にして、滋賀県・福岡県の全域が消滅し、日本の国土の17%と総人口の14%を喪った。のちに、この日は「ガランの日」と、紅く光る柱は「ガラン石の柱」と呼ばれるようになる。
そして、各地に林立したガラン石の柱に引き寄せられるかのように、「寄り神・寄神」と呼ばれる怪異のものが大量に出現し、人々を襲い始めた。「紫微仙（しびせん）」という者たちが作った組織である「五方輪（ごほうりん）」の塞上夜斗（さえがみやと）は、この惨事を起こしたのが紫微仙の仕業と知り、その事実を五方輪の残り4人に告げ、それを期に五方輪は紫微仙に叛旗を翻す。

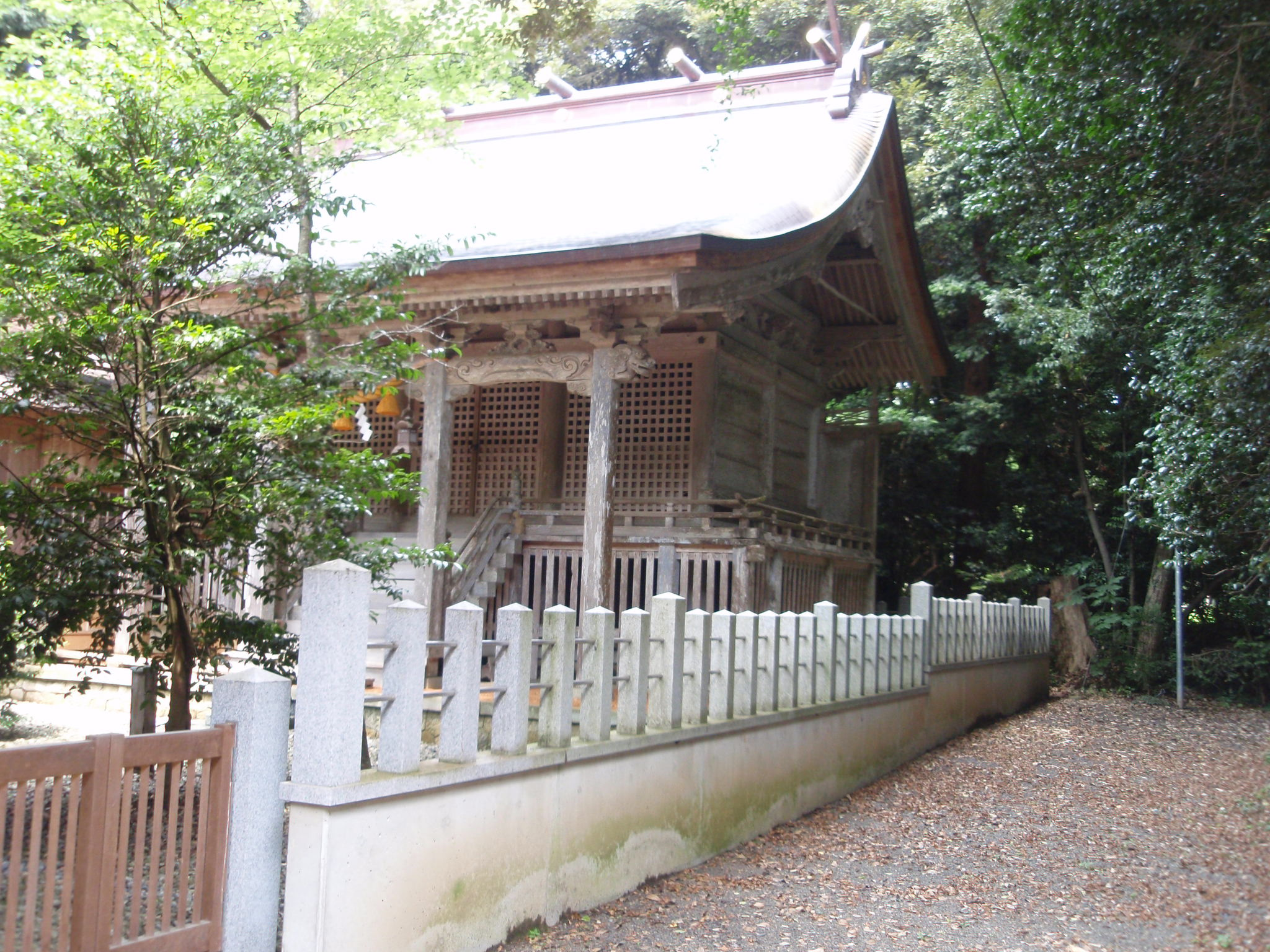
御石神文書が秘された須須神社

五方輪の一員である真武居直柔（まぶいなおや）は夜斗にいわれ、紫微仙の目的をハッキリとわからぬまま、この物語の鍵となる「御石神文書（みしゃくじもんじょ）」を手に入れるために、奥能登の珠州へと足を運んだ。そこで直柔は御巫美津穂 （みかなぎ みづほ）を寄り神から助け、初めて五方輪の前に姿を現した、紫微仙の一人とも対峙する。
珠洲にはじまり、高千穂・沖ノ島・出雲・大和・富士・鹿島。御石神文書に秘された、「七つの楔（ななつのくさび）」を守るため、五方輪は集結し、旅をしながら出会っていく。
紫微仙とは？その目的は？語られる「高天の民」とは？この世界にまつわる理（ことわり）が、いま明らかになる。

## ゲームシステム

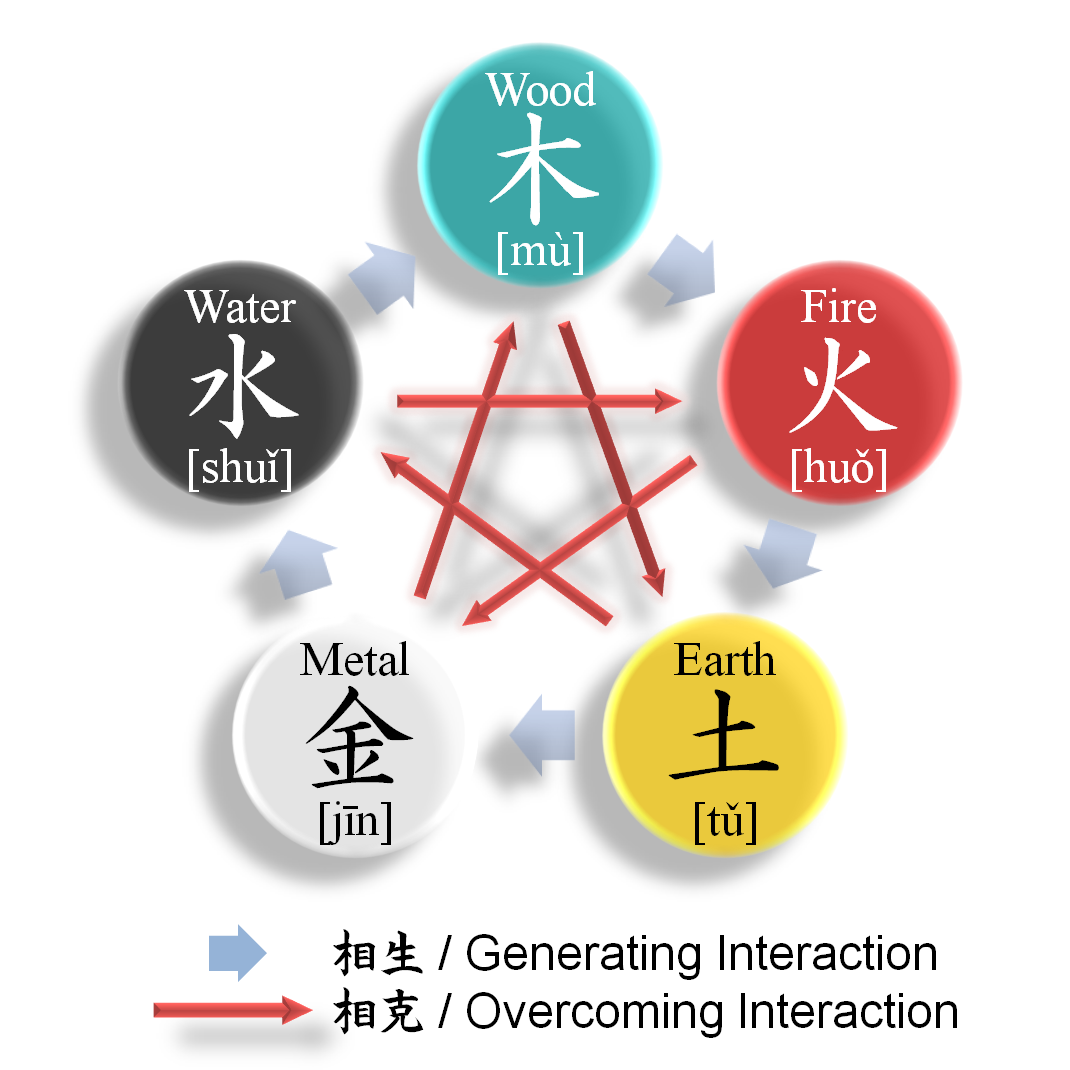
五行配当の相関図

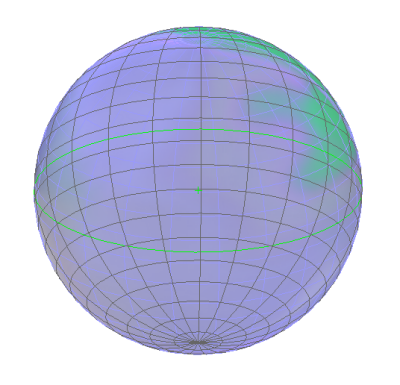
奥義マテリア

太極図に表される陰と陽、および五行配当｛五つの氣（元素）の相生と相克（有利不利）｝が、ゲームの中でフィールドの龍穴や戦いに組み込まれ、陰を「衰氣（すいき）」、陽を「旺氣（おうき）」と言い表し、各々が持つ旺氣・衰氣と五行により、ダメージを受けたり受けなかったりし、また敵である寄り神も五行の1つに属し、操作キャラクターによって与えるダメージに差異が生じる。
ステージに点在する「ガラン石（がらんせき）」を破壊することで得られる「現世のカケラ（うつしよの欠片）」を集めることで攻撃力、防御力、跳躍力などのパラメータを強化することができる。強化するほど大量の現世のカケラが必要となり、カケラを回収→パラメータ強化→以前取れなかった位置にあるカケラを回収といった流れで強化を続けていく。ただし、キャラクターにおいて一部のパラメーターが無かったり、元から最大限になっていて、個々の特徴となっている。また、体力や生命力やヒットポイント（以下、HPと記す）と呼ばれるパラメータも、キャラクター個々にその設定値が違うが、現世のカケラによってその数値を増加することはできない。
相生と相克
木氣（もっき）、火氣（かき）、土氣（どき）、金氣（こんき）、水氣（すいき）の五つの氣（五氣・ごき）の関係を五行配当といい、相生（そうしょう）と相克（そうこく）に分けられる。相生とは図の外周の時計回りの矢印が示す、隣り合った氣の関係を示し、「木→火」「火→土」「土→金」「金→水」「水→木」をそれぞれ行といい、五つあるので五行となる。そしてこの関係を相生というが、敵との関係では対等となり、有利・不利による攻撃防御のダメージの変化はない。相克については、五角形の対角線の矢印方向の関係を示し、「木」を例にすると、「金→木」は「木は金から通常の2倍のダメージが与えられ、木は金に対し通常の1/2のダメージしか与えられない」という関係になり、「木→土」は「木は土に対し通常の2倍のダメージを与えられ、木は土から通常の1/2のダメージしか与えられない」という関係になる。相生と相克について簡単にまとめると、木にとって水と火は対等で、金は不利となり、土は有利という関係を表している。龍穴の五色とキャラクターの氣の属性の、相生と相克による効果の違いについては、防御・回復の回復を参照。
現世のカケラ
現世のカケラ（うつしよの欠片）とは謎の物質で、「五神宝珠・五方輪の紋章・この物語の核心となるある重要なもの・ゲーム双界儀のマーク」と同じ、双勾玉（ふたまがたま・この物語の造語、独自の造形）と呼ばれるの形をしたものである。現世のカケラには、衰氣を引きつけ結晶化する力があり、そのためガラン石に内包される。また、現世のカケラは、五方輪の能力を上げる力を備えるため、五方輪はこれを回収する。
ガラン石

ガラン石は、基本的にはガラン石の柱と同じものであり、衰氣が結晶したもので、内部に現世のカケラを内包している。ガラン石の破壊は打撃系の攻撃か、封陣符の一穴点螺（ただし、一穴点螺で破壊した場合、内包される現世のカケラは回収されず、その位置に残ってしまう）でしかできず、氣の攻撃は弾き返してしまう。衰氣の結晶であるため、あるキャラクターを除き、触れるとHPが減っていく。形状は双五角錐を細長く変形させた形となっている。
- 赤ガラン石 - 現世のカケラを1つ含む
- 黄ガラン石 - 現世のカケラを3つ含む
- 青ガラン石 - 現世のカケラを5つ含む

奥義マテリア

敵としてステージの色々な場所に出現する寄り神を倒すと、条件により球体の「奥義マテリア」（以下マテリアと記述）を寄り神から取得できる。このマテリアを集め消費することで、よりも強力な能力としての「奥義（おうぎ）」を出すことができる。キャラクターによってその効果は様々で、一直線に体当たりを仕掛ける、敵の動きを止めるなど豊富に存在する。マテリアはステージをこなすことで増やすことができ、そのために終了したステージに再び臨むときは、それまでに参入した操作キャラクター（以下キャラクターと記述）の中から、自由に選ぶこともできる。
移動術
フィールドでの移動を、本作では「移動術（いどうじゅつ）」としている。前方への移動をダッシュ（徒歩）といい、左右への移動がサイドステップで、後方へは前方を向いたままの移動をバックステップと、180度向きを変える反転（ボス戦においては照準機能となり行えない）がある。その他、ジャンプ（跳躍）とブースト（神通足）があるが、詳細は項目の能力・パラメーターの強化できる能力の種別の跳躍を参照。
ゲーム進行
ゲームの進行は、その地方に用意された幾つかのステージをこなすことにより、次の地方に旅が進むという形で行われる。ステージの終了について基本的には、スタート地点からゴールに到達するか、ボス戦にて勝利することにより達成される。ただしゴール地点はどこか示されてはおらず、また衰氣・旺氣ゲージに表示されるそのステージの衰氣を、中和以上にし旺氣で満たさなければ、ゴール地点についてもゴールしたことにならず、中和以上にするにはガラン石の破壊と寄り神を退治することで成される。

### 画面表示
MAP画面の情報
- 背景の全体に日本地図を置き、それにプロットされたステージの地点とガラン石の柱が表示される
  - 移動 - MAP（ステージ）の選択・移動と決定。
  - 保存 - ゲームデータのセーブ。（セーブは3ヶ所のみ）
  - 開始 - ステージ（物語）をはじめる。

- 衰氣・旺氣ゲージ（右に表示） - 赤→黄→青と変化する。

選択画面の情報
五神宝珠が頂点に配置された五芒星が、回転するごとにキャラクターの名前と顔のアイコンと、各々の五行・五神・陰陽・流派・武具を表示し、キャラクターと敵との五行配当により、段階に応じた適性が台詞によって知らされる（不可となったキャラクターは、そのフィールドでは使用できない）。決定すると能力強化（詳細は強化できる能力の種別を参照）の画面になり、現世のカケラによって、任意に能力を強化してフィールドへ。なお、以降の表において●は木氣、●は火氣、●は土氣、○は金氣、●は水氣、のそれぞれのキャラクターの持つ氣を表す色とする。
| 適性を示す台詞                                 |                                                    |                                                      |                                          |              |
| 適任 ◎                                         | 通常 ◯                                             | 不適 △                                               | 不可 X                                   |              |
| 「はぁーあ、楽勝、楽勝、 あくびがでるぜ」      | 「真武居の太刀筋、 見せてやるぜ！」                | 「マジかよ、 めんどくせーなー」                      | 「なんで俺が やんなきゃ なんねーんだよ」 | ●真武居 直柔 |
| 「はっはっはっ！ お前さんは 昼寝でもしときな」 | 「どっちが先に 燃え尽きちまうか、 試してみるか？」 | 「おいおい、 俺に行けってかぁ？」                    | 「バッカ野郎、 俺は知らねぇぞ」          | ●八州 大騎   |
| 「御巫無想流、 結構強いんだから」              | 「わたし師範代だって 言ったでしょ、 忘れたの？」   | 「ちょっとねー、 つらいかなー」                      | 「あ、ダメ、 ほんと、ぜんっぜんダメ」    | ●御巫 みづほ |
| 「死にたくなければ、 俺に任せろ」              | 「運がいいな。 我舞式練氣術、 見せてやる」         | 「ふん」                                             | 「てめぇがやれ！」                       | ●我舞 要     |
| 「あずさ、 ひとりで大丈夫だよ！」              | 「あずさ、 がんばるよ！」                          | 「やだやだやだやだ、 やだったらやだ！」              | 「えー、 あずさ、 知らないよ」           | ○琴平 あずさ |
| 「安心し、 うちがなんとかする」                | 「ま、やってみるわ」                               | 「あんまし 期待せんといてや」                        | 「うち、 ちょっと、 あかんねん」         | ●朱童 ひふみ |
| 「手出しは無用、 私独りで事は足りる」          | 「玄武の理、 身をもって知るがいい」                | 「出来得る限りの事はする 私に言えるのは それだけだ」 | 「今は、 その時ではない」                | ●塞上 夜斗   |
フィールド画面の情報（左の上から中央、右の順）
- ガラン石に含まれる現世のカケラの総数
- 封陣符の所持数
- マテリアの所持数
- 体力ゲージ - 『双界儀』と五方輪の紋章、本作で「双勾玉（ふたまがたま）」と呼ばれるアイコンに五色の色の1つで表示。数字はHP値で、分子に現在のHP値、分母に最大のHP値。スタートボタンでポーズメニューとなり表示されるが、通常画面でもHPが減った時や、敵のHPが減った時に一瞬表示される。
- 結界数（中央上に正五角形のアイコンで表示） - 結界の展開できる数。展開した数に従い、正五角形のアイコンが、塗潰しの表示から中抜きの表示に変化する。
- フィールド選択（反時計回りに表記）スタートボタンでポーズメニューとなり表示される。
  - 再戦 - 同じキャラクターでフィールドの出発点からやりなおす。
  - 放棄 - タイトル画面に戻りセーブからやりなおす。
  - 地図 - MAP画面にもどり、ステージの選択からやりなおす。
  - 変更 - 違うキャラクターでフィールドの出発点からやりなおす。

- 衰氣・旺氣ゲージ（右に表示） - 赤→黄→青と変化する。

### 能力・パラメーター
強化はどの能力もキャラクターにより、1段階に付き9から20個の、現世のカケラを必要とする。それぞれの持つ基本パラメーターから8段階まで強化できるが、1段階の増加率は個々のキャラクターで違い、またキャラクターよって、能力のうちの幾つかを有せず（メニュー画面では、赤く塗りつぶされている）、または、数段階を元から体得している。ただし、「結界（けっかい）」は5段階の展開数で、「封陣符（ほうじんふ）」は最高16枚所持できるの咒符（じゅふ）の数なのでそれぞれパラメーターはない。最終ステージに突入する時には、ガラン石を全て破壊していれば現世のカケラは、500個を所持する。

#### 強化できる能力の種別
打撃攻撃（8段階）
それぞれが持つ武具（ぶぐ）や徒手（としゅ）の物理攻撃であるが、キャラクターにより特徴がある。
旺氣攻撃（8段階）
旺氣は、現世にいる全ての生き物の生命活動による氣の流れをさし、その気を練ったり）溜めたりすることによる攻撃で、紫微武甲法を体得していない人間には、扱うことは難しい。
対打撃防御（8段階）
物理攻撃に対する防御力。
対衰氣防御（8段階）
対衰氣防御とは衰氣攻撃に対する防御力。敵である寄り神は常世に存在するものなので、衰氣の氣の流れで活動しているため、衰氣攻撃を行うものもいる。
結界（5段階）

敵を展開した正十二面体の結界の中に封じ、攻撃させないようにする能力であり、結界の中の敵には2倍のダメージを与えられ、地上の敵はそれを包む結界の半径分、浮き上がらせることができる。キャラクターのステータス値と敵により、その効果時間は変化し、まったく効かないものもいる。結界は複数の敵に掛ける事（複数展開）も可能であり、一体に重ね掛け（積層結界）し、効果時間を伸ばすこともできる。敵の結界に捕われた時は、2倍のダメージを受け、逃れる時間は、ボタン操作に係わる。一度に最高5回まで展開でき、消えれば何度も使用可能。
封陣符（16枚）
咒符による特殊能力で、その使用する枚数により効果が異なる。フィールド内で使用された咒符は消費されるが、強化の元になる現世のカケラは減らない。
詳細は封陣符の効果を参照。
跳躍（8段階）
垂直と水平方向の跳躍能力。水平の跳躍（本作説明書ではブーストと表現）はいわゆる「神通足（じんつうそく）」であり、物理法則によらず、放物線を描かず水平に跳び、能力値の限界の距離に達すると、そのまま垂直に落ちる。跳躍の組み合わせは垂直跳躍（ジャンプ）から水平跳躍に移行することができるが、その他の組み合わせはできない。垂直跳躍の上昇中でジャンプキーを押せば180度反転でき、方向キーをおせば放物線を描いて移動しながら落下し、前方への移動距離が一番大きい。

#### 能力の相対表・現世のカケラの必要数
| 能力・現世のカケラの必要数 |                |             |                |             |             |           |                                       |
| 真武居 直柔                | 八洲 大騎      | 御巫 みづほ | 我舞 要        | 琴平 あずさ | 朱童 ひふみ | 塞上 夜斗 |                                       |
| 11片                       | 18片           | 9片         | 20片           | 12片        | 17片        | 不明 ※1   | 1段階強化の カケラの必要数            |
| ○ 2/8                      | ○ 3/8          | ○ 2/8       | ○ ※2 3/8       | ○ ※2 1/8    | ○ ※2 1/8    | ×         | 打撃攻撃 基本値・最高8/8              |
| ○ 2/8                      | ○ 1/8          | ○ 0/8       | ○ 3/8          | ○ 3/8       | × ※3        | ○ 8/8     | 旺氣攻撃 基本値・最高8/8              |
| ○ 1/8                      | × ※4           | ○ 3/8       | ○ 2/8          | ○ 2/8       | ○ 1/8       | ○ 8/8     | 対打撃防御 基本値・最高8/8            |
| ○ 2/8                      | × ※4           | ○ 1/8       | ○ 3/8          | ○ 3/8       | ○ 8/8       | ○ 8/8     | 対衰氣防御 基本値・最高8/8            |
| ○ 1/5                      | ○ 3/5          | ○ 1/5       | ×              | × ※5        | ○ 4/5       | ○ 5/5     | 結界 基本値・最高5/5                  |
| ○ 4/16                     | ○ 5/16         | ○ 0/16      | ×              | ○ 6/16      | ○ 7/16      | ○ 16/16   | 封陣符 基本値・最高16/16              |
| ○ 3/8                      | ○ 4/8          | ○ 2/8       | ×              | ×           | ○ 4/8       | ○ 8/8     | 跳躍1（水平）ブースト 基本値・最高8/8 |
| ○ 3/8                      | ○ 4/8          | ○ 2/8       | ○ 4/8          | ○ 2/8       | ○ 4/8       | ○ 8/8     | 跳躍2（垂直）ジャンプ 基本値・最高8/8 |
| 493片 504片 ※6             | 486片 522片 ※6 | 468片       | 500片 540片 ※6 | 468片       | 476片       | 0片       | 全能力強化の カケラの必要数           |

- ○は体得している。×は体得していない。片（個）。
- ※1 - 現世のカケラを使用する必要がないため。
- ※2 - ひふみと我舞は基本攻撃（立位）とジャンプ攻撃のときは、武具・徒手が異なる。あずさは、静止状態（立位）とジャンプのときは、旺氣で練った「氣」の矢なので旺氣攻撃だが、ダッシュ攻撃（徒歩攻撃）は弓で叩くので、打撃攻撃である。
- ※3 - ひふみは、その出生の秘密から旺氣攻撃の能力は持っていない。
- ※4 - 八洲は対打撃防御と対衰氣防御の能力を持たないが、主人公の中で最高の体力（HP値）なので、それを補っている。ただし、衰氣感染はしやすいので、衰氣攻撃が弱点ともいえる。
- ※5 - あずさは、紫微武甲法を体得中の「子供である」ため結界の能力はもたないが、奥義として封陣符の六氣封殺とほぼ同様の効果を持つ「月夕（げっせき）」を駆使できるので、結界より強力な能力をもっているといえる。
- ※6 - ロールプレイングゲームにみられる経験値は存在しないが、直柔・八洲・我舞は物語の進行と共に1回だけ成長する。ゆえに初期値と成長値があるので、必要数も2つの値がある。
  - 真武居　直柔 - 高千穂から結界が、1段階上がる。
  - 八洲　大騎 - 富士から旺氣攻撃と結界が、それぞれ1段階上がる。
  - 我舞　要 - 鹿島から対衰氣防御と跳躍が、それぞれ1段階上がる。

#### 攻撃・奥義
ボス戦に限り、照準（ロックオン）機能がL1・R1ボタンにて使用できるが、通常の反転を行うことはできなくなる。
通常の攻撃は、立ち止まっている（立位）からの攻撃を「基本攻撃」といい、攻撃ボタンを連続して押せばモーションが一連の流れで変化する。移動中（徒歩）からの攻撃を「ダッシュ攻撃」という。水平跳躍（神通足）からの攻撃を「ブースト攻撃」という。垂直跳躍中に攻撃もできるが、上昇中か下降中の違いによって攻撃方法が異なり、上昇中からの攻撃を「ジャンプ弾道攻撃」といいジャンプからの急降下攻撃で、上昇中に反転しからの攻撃を「宙返り攻撃」というバリエーションがあり、下降中の攻撃を「空中攻撃」といい、地上に着地するまで何度か繰り返し攻撃できる。
奥義は物理と氣の能力の延長線上にあるが、その発動においては、マテリアが必要となり奥義はそれぞれ位があり、奥義、中程度の奥義、究極奥義などで、一連の発動モーションも順次変化し、マテリアの消費量も1→2→3→4→5個と多くなる。マテリアの所持数は99個までとなっており、多数所持していれば、戦闘中に数を気にする事なく使える。
奥義の発動は、一連の発動モーションが順次変化し、ボタンをはなすタイミングで奥義の選択がされる。最終段階の奥義のモーションを選択しなければ発動しないので、発動中は攻撃を受け付けない事を利用して、緊急回避として使えるが、マテリアの数が十分であればそのまま奥義を発動しても良い。
| 攻撃・奥義                 |                         |                         |                      |                                             |                   |            |                                      |
| 真武居 直柔                | 八洲 大騎               | 御巫 みづほ             | 我舞 要              | 琴平 あずさ                                 | 朱童 ひふみ       | 塞上 夜斗  |                                      |
| 紫微武甲法                 | 紫微武甲法 密教咒術     | 無想流剣術 △ 紫微武甲法 | 練氣術               | 紫微武甲法 体得中                           | 紫微武甲法 陰陽術 | 紫微武甲法 | 流派                                 |
| 若雷 わかいかずち 4・8連斬 | 名称なし 3連打          | 瀧波 たきなみ 4連斬     | 梅花 ばいか 5連打    | 十六夜の人矢 いざよいのひとや 1射で1から4矢 | 名称なし 5連打    | ×          | 基本攻撃 立位の攻撃 モーションの変化 |
| 大雷 おおいかずち          | 焔毬 ほむらまり         | 捷波 はやなみ           | 桜花 おうか          | 名称なし                                    | 名称なし          | 超級太極弾 | ダッシュ攻撃 移動中の攻撃            |
| 焔雷 ほのいかずち          | 焔鼓 ほむらつづみ       | △ 焔雷 ほのいかずち     | ×                    | ×                                           | ×                 | 超級太極弾 | ブースト攻撃 水平跳躍の攻撃          |
| 鳴雷 なるいかずち          | 焔凧 ほむらだこ         | 名称なし                | 蕣花 しゅんか        | 十六夜の天矢 いざよいのあまや               | 名称なし          | 超級太極弾 | 空中攻撃 跳躍下降中の攻撃            |
| 析雷 さくいかずち          | 焔笛 ほむらぶえ         | △ 析雷 さくいかずち     | ×                    | 十六夜の地矢 いざよいのつちや               | 名称なし          | 超級太極弾 | ジャンプ弾道攻撃 跳躍上昇中の攻撃    |
| 臥雷 ふすいかづち          | ×                       | 名称なし                | ×                    | ×                                           | 名称なし          | 超級太極弾 | 宙返り攻撃 跳躍上昇中に反転          |
| 犯土雷 つちいかずち        | 焔太鼓 ほむらだいこ     | × 奥義1で代用           | 桂仙花 けいせんか    | × 奥義2で代用                               | 名称なし          | ×          | 全方位攻撃 ※1 周囲に同時攻撃         |
| 超級太極弾                 | 焔独楽 ほむらこま       | 百重波 ももえなみ       | 金紅花 ※2 きんこうか | 月夕 ※3 げっせき                            | 紫苑 ※4 しをん    | ×          | 奥義1 マテリア消費1                  |
| 黒雷 くろいかずち          | 大焔独楽 おおほむらこま | 千重波 ちえなみ         | 徒花 あだばな        | 金烏の矢 きんうのや                         | 黄櫨 ※4 こうろ    | ×          | 奥義2 マテリア消費2                  |
| △ 荒覇吐 ※5 あらはばき     | 超級太極弾              | △ 黒雷 くろいかずち     | 狂花 くるいばな      | 玉兎の矢 ぎょくとのや                       | 滅紫 ※4 めっし    | ×          | 奥義3 マテリア消費3                  |
| ×                          | ×                       | △ 超級太極弾            | ×                    | 月華 げっか                                 | ×                 | ×          | 奥義4 マテリア消費4                  |
| ×                          | ×                       | ×                       | ×                    | 超級太極弾                                  | ×                 | ×          | 奥義5 マテリア消費5                  |

- ×は体得していない。△は物語とともに体得する。流派の正式名称と読みは五方輪を参照。下記以外の奥義は全て攻撃技。
- 超級太極弾「ちょうきゅうたいきょくだん」と読み、八卦を示す言葉[18]の詠唱とともに、氣を纏って一直線に飛び出す技で、体の周囲に触れる敵をほとんど瞬殺する攻撃力をもつ、レンジと飛距離の大きい攻撃で最終奥義の一つである。
- ※1 - 全方位攻撃は、敵に攻撃されると発動する。
- ※2 - 金紅花は、攻撃力を上げる氣を、拳に帯びさせる技である。
- ※3 - 月夕については上記「相対表」の注脚※5を参照。
- ※4 - ひふみの奥義2と1と3は関連していて、奥義2の黄櫨で敵の衰氣弾を吸収し、十分に溜まったところで、奥義3の滅紫にて開放し爆発させるので、黄櫨を行わないと滅紫は発動しても効果がない。奥義1の紫苑は、奥義2の黄櫨を行うことで、衰氣弾が大きくなり攻撃力が増す。
- ※5 - 荒覇吐を発動するには、マテリア以外にもう1つ「ある要素」を消費するため、ある要素が充分にないと連携モーションから荒覇吐の発動モーションだけが、無くなってしまうので発動できない。

#### 封陣符の効果
咒符（じゅふ）を使った特別な力で物理でも氣でもない、三つ目の能力である。咒符の使用と発動まで、固有のモーションがあり、その間は攻撃されない。咒符は現世のカケラの所持数により、最高で16枚まで強化できるので、「五芒醒力」を3回と「一穴点螺」1回の使用や「八極天地」の2回の使用といった組み合わせができ、戦略上において特にボス戦では重要になる。また、一枚目の使用までタイムラグとしてモーションがあり、途中でボタンをはなせば一瞬であるが、「モーション中は攻撃を受けない」という仕様を緊急回避としても使える。

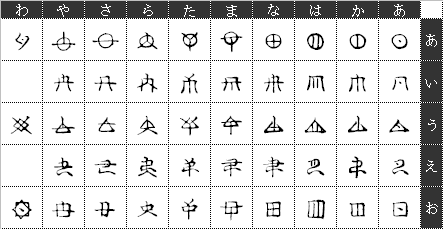
秀真文字（ヲシテ）

それぞれの咒符が描く封陣の形は、1.の点、2.の直線、3.の三角形は、規則性のある「秀真文字（ヲシテ）」の構成要素でもあり、0次元・1次元・2次元を表しているともとれる。4.の三角形の中心に点は秀真文字の「ウ」であり、5.の「五芒星（ごぼうせい）」と、6.の五芒星の中心に点は、陰陽道の根幹となる象形でもあり、特に五芒星は、陰陽道の宗家の1つである安倍晴明（安倍家）の紋章となっている。7.の三角形に等角のYの字を重ねた形も秀真文字の「ツ」を表し、8.の正八角形は、陰陽道の「八卦（はっけ）」でもある。

五芒星と円

1.一穴点螺（いっけつてんら）
前方へ一点の咒符を撃ち出し、貫通力から軸線上の複数の敵を攻撃できる。
2.二王仙胎（におうせんたい）
二点を結んだ咒符の直線が水平に回転し、衰氣感染を中和する。
3.三元鎮守（さんげんちんじゅ）
三枚の咒符が、前方に三角形の回転する盾を発生させ、衰氣弾を一定時間防ぐことができる。
4.四方色滅（しほうしきめつ）
四枚の咒符が三角形とその中心に位置し、そのまま広がり視界の範囲の敵を全て攻撃する。
5.五芒醒力（ごぼうせいりき）
水平に散った五枚の咒符が五芒星（ペンタグラム）を描き、その頂点を結ぶ円とともに体を包むと、奥義以外の攻撃力（旺氣・打撃ともに）が2倍になり、防御は攻撃を全く受け付けなくなり、衰氣感染もしない、ほぼ無敵状態になるが、結界には捕らわれる。30秒の時間経過とともにその効果は消える。（咒符がなくとも衰氣・旺氣ゲージの変化や、龍穴の相性により同じ効果が導き出せる）
6.六氣封殺（りっきふうさつ）
前方に六枚の咒符が五芒星とその中心に位置し、自分以外の全ての時間を止める。そのあいだは自由に敵を攻撃できるが、自身の11秒の時間経過より、その効果は終わる。
7.七星招鬼（しちせいしょうき）
前方に七枚の咒符が六角形とその中心に位置し三角形とYの字を描く、その場所に自分の分身を30秒間作り、敵の攻撃を惹き付ける。
8.八極天地（はっきょくてんち）
自分の周囲に八方に、咒符が散らばり八角形（八卦）を描き、体を包むと体力を全回復できる。

#### 防御・回復
防御
基本的には防御姿勢を採ることにより、攻撃の無効化や低減が図れるほか、相手の攻撃によって吹き飛ばされるのを防ぐ場合もある。その他は、奥義の「三元鎮守」やほぼ無敵状態となる「五芒醒力」や、奥義発動中の攻撃を受け付けない効果や、ジャンプやブーストなどの移動術やバックステップなどによる回避も一つの方法であり、これらを状況によって使い分けることが挙げられる。
回復
本作の中でHP値を増やすことはできない。また衰氣感染は、HPが徐々に減っていく状態を指すので、HPが減ることは、このゲームの肝（きも）となっている。ゆえにHPと衰氣感染からの回復は重要であり、HPが減らない五芒醒力の効果も加味し、それぞれ封陣符や龍穴（りゅうけつ）の使用や、寄り神の撃退やガラン石の破壊による衰氣・旺氣ゲージの変化から、HPと衰氣感染からの回復や五芒醒力の状態を、導き出すことも重要になってくる。我舞は紫微武甲法ではなく我舞式練氣術を体得しているため、封陣符の能力を持たないので、回復は任意にできない。
「フィールドを終了した後に行う」
- 終了したステージに戻り「八極天地」を行うか、使用していない「龍穴」を利用する。一度利用した龍穴は、エンディングまで復活しない。
- 物語を進め、ステージを1つ挟むとHPの全回復がされる。

「フィールドの中で行う」
- 封陣符 - 封陣符の効果を参照。
- 衰氣・旺氣ゲージ（以下衰氣ゲージと記述する） - フィールドのなかでガラン石と寄り神を破壊すると、赤色の衰氣ゲージが黄色の中和状態になり、このときに五芒醒力の効果が発動される。引き続き黄色から青色になるまでガラン石を破壊すると、八極天地の効果が発動され、HPを全回復する。
- 龍穴 - 各自が持つ五色と同じ色の龍穴の上に立つことで、HP回復ができる。各自が持つ色の五行配当の「相生の元」となる色を選べば、衰氣感染から回復し、各自が持つ色の五行配当の「相生の先」の色を選べば、五芒醒力の状態となる。ただし「相克の不利」になる色を選ぶと30秒間のステータスの低下を招く。

| 龍穴の効果     |                |                |                |                |                        |
| ●              | ●              | ●              | ●              | ●              | 龍穴                   |
| HPの全回復     | 五芒醒力状態   | 変化なし       | ステータス低下 | 衰氣感染中和   | 真武居 直柔/御巫みづほ |
| 衰氣感染中和   | HPの全回復     | 五芒醒力状態   | 変化なし       | ステータス低下 | 八州 大騎              |
| ステータス低下 | 衰氣感染中和   | HPの全回復     | 五芒醒力状態   | 変化なし       | 朱童 ひふみ            |
| 変化なし       | ステータス低下 | 衰氣感染中和   | HPの全回復     | 五芒醒力状態   | 琴平 あずさ            |
| 五芒醒力状態   | 変化なし       | ステータス低下 | 衰氣感染中和   | HPの全回復     | 我舞 要/塞上 夜斗      |
キャラクター別のHP値
| - 真武居 直柔 - HP400 - 八洲 大騎 - HP670 - 御巫 みづほ - HP300 | - 我舞 要 - HP470 - 琴平 あずさ - HP330 - 朱童 ひふみ - HP420 - 塞上 夜斗 - HP570 |

### 地図（MAP）
MAP（地図・ステージ）は日本各地から採られ、忠実に再現されているのが特徴である。

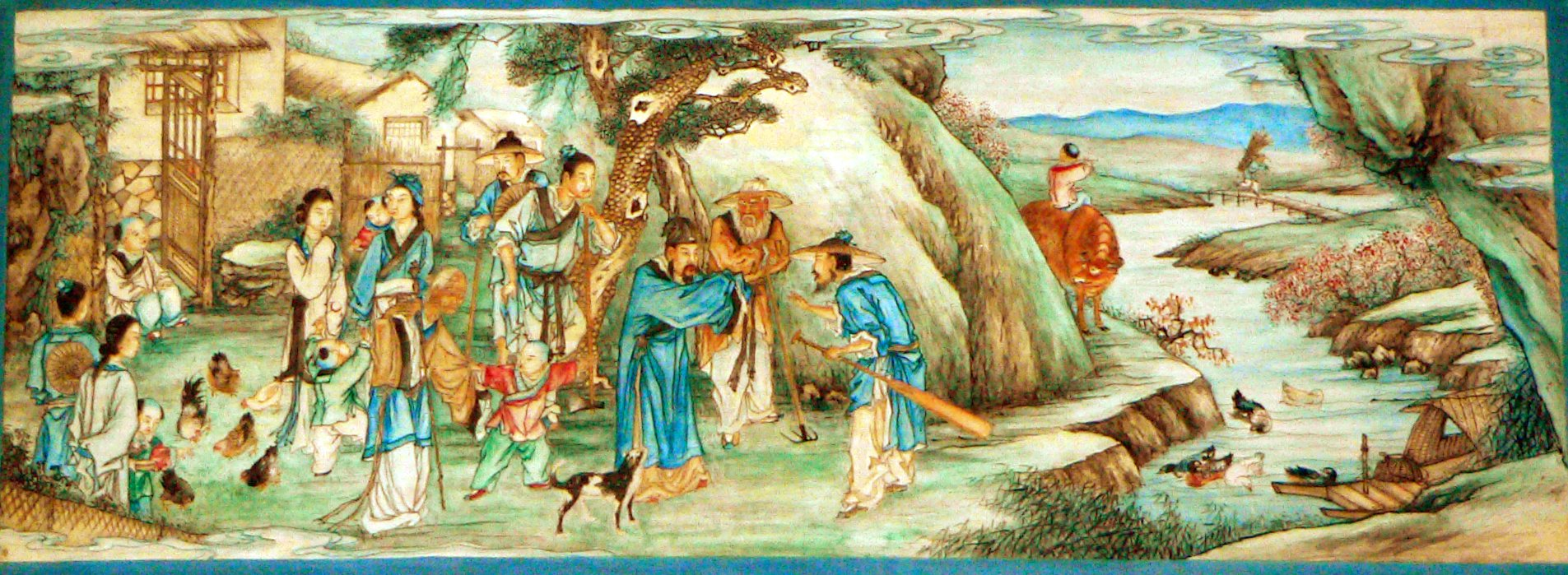
幽玄郷のモチーフの「桃源郷」

紫微仙の暮らす「幽玄郷（ゆうげんきょう）」だけは彼らの作り出した結界の異空間にあるので、日本地図にプロットできない。幽玄郷にある物は、中央に中華風の六角形の東屋（あずまや）と、三方を囲むように庵（いおり）があり、東屋には3ヶ所の出入り口と、3脚の木製の長椅子と1卓の六角形の卓があり、その卓にはミニチュアの日本の立体映像を俯瞰（ふかん）から映し出す、六角形の「鏡」が填め込まれている。六角形の庵は3軒あり、紫微仙それぞれの住居となっている。

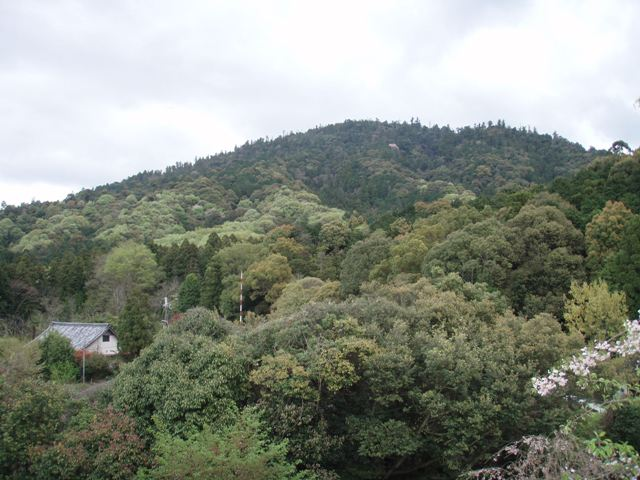
隠れ家のある三輪山

五方輪の「隠れ家（かくれが）」は、中央に八角形の集会所としての屋根と床と柱だけの簡素な東屋があり、六方を囲む形で1ヶ所が市街へ続く鳥居のある参道（フィールド外）で、森に囲まれた残りの5本の道の先にそれぞれ1軒の庵があり、庵の扉の上には五方輪の紋章である双勾玉が象られ、五方輪それぞれの住居となっている。
ステージと物語の節の「各話」は連立している。各話の地名は江戸時代以前の古い地名を表している。

#### ステージ・フィールド

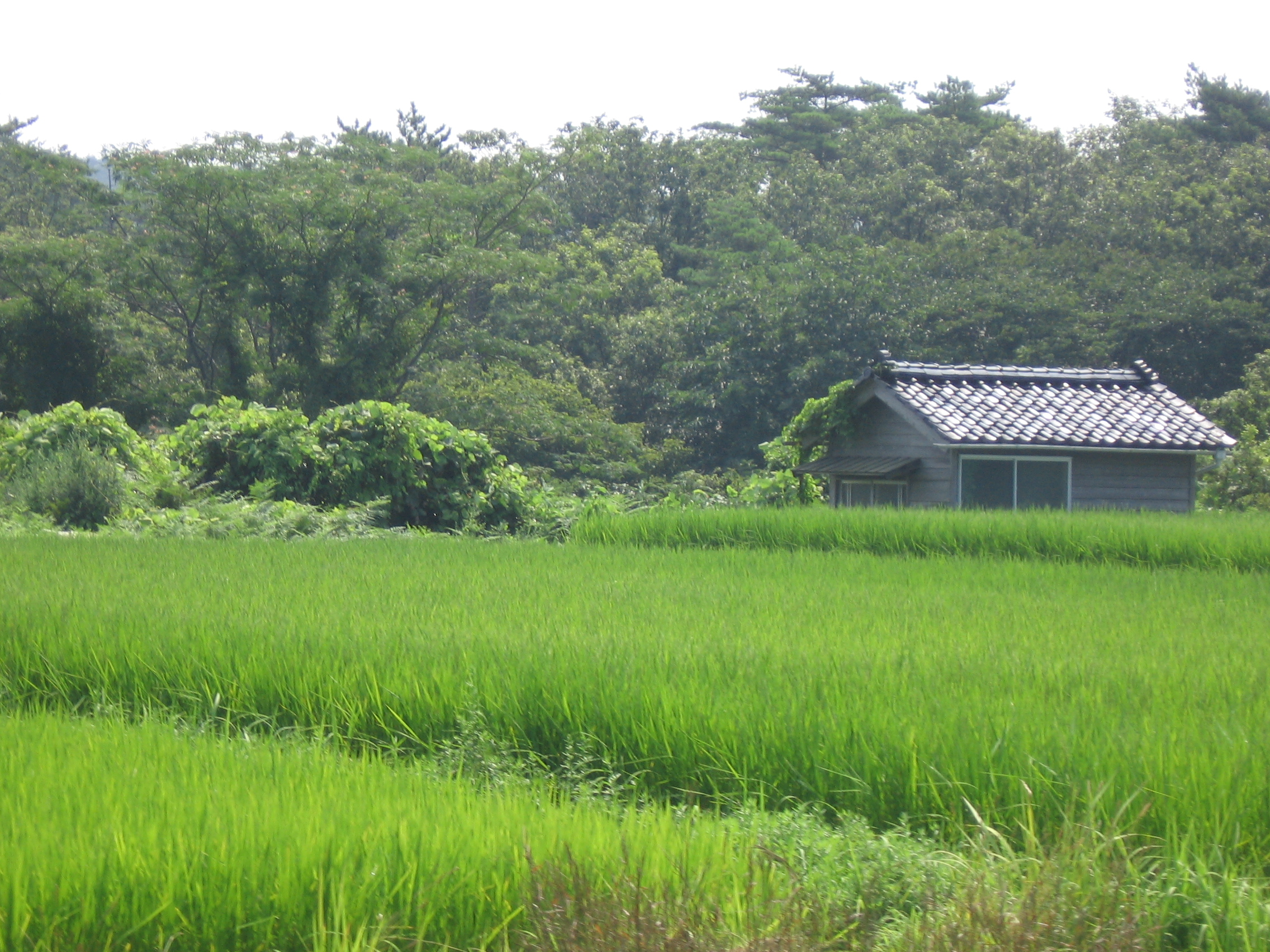
珠州
瑞穂が棚引いている田園風景

幾つかのフィールドは、実在の場所をほぼ忠実に再現しているが、齎（もたら）された禍（わざわい）により、大きく変貌している場所もある。ただし、紀伊水道は実際に存在するが、淡島｛遥那（えな）の地｝は、日本神話における架空の島である。
フィールドについて
フィールドで水深のあるに水辺に落ちるとダメージ（MAX/HPの10%）を受け出発点に強制的にもどされる。ルートが二つある場合、これを逆手にとってガラン石の破壊を、一度に行うこともできる。また、ごく僅かだが、水に落ちることが避けられない場所にガラン石がある。
フィールドにある主要なものは、ガラン石（赤・黄・青）・龍穴（固定色・五色に変化）・寄り神（固定・移動・出現）・ギミック（さまざまで壊すことができ、足場になったりする）・終点（衰氣ゲージを中和状態にするなどの条件を満たさないと、終点にたどり着いても次のステージには進めない場合もある）。
ボス戦フィールドに寄り神はいない。紫微仙・尸震以外はボス戦フィールドにガラン石はない。フィールドにセーブポイントはなくステージによって連戦になるので、放棄を選択すると保存したデータからやり直さなければならない。フィールドによっては寄り神や龍穴がない場合もある。
ガラン石の破壊と終了したステージへの移動
ガラン石を足場にしないと、破壊できないガラン石が富士に2ヶ所あるので、破壊する順番に注意が必要である。フィールド結界の外にある黄ガラン石は、ひふみにしか破壊できない。ガラン石の破壊の途中で終点に入ると、衰氣ゲージが赤以外の場合「強制的に次のフィールドになる」ので注意が必要であり、沖ノ島の黄ガラン石の1つは次のフィールドになる場所からしか破壊できず、尸涌の胎内フィールドでは、終点付近に赤ガラン石が2個あるので、先に破壊しないと取り零すことがある。
ボス戦以外の各話の最初のフィールドには戻れ、破壊できなかったガラン石を破壊することができる。戻ったフィールドには寄り神とギミックが復活し、気象が変化していたり、昼夜が逆転している。スタート地点も異なり、終点はなく、いつでもスタートボタンのメニューの選択で、フィールドからの離脱ができる。第八話の日高見を過ぎると終了したステージに戻ることはできないことと、鹿島の尸涌の胎内フィールドは消滅するため、ガラン石の破壊の機会は一度きりとなる。
各ステージとフィールドの詳細
珠洲（極月）

第一話「古文書が隠された祠」（ステージ、以下記述を省略）
- 石川県奥能登珠洲の須須神社付近（フィールド、以下記述を省略）
- 石川県奥能登珠洲の須須神社付近（河伯戦・龍穴あり）

高千穂（文月）

第二話「抉られクレーターとなった町」
- 鹿児島県高千穂

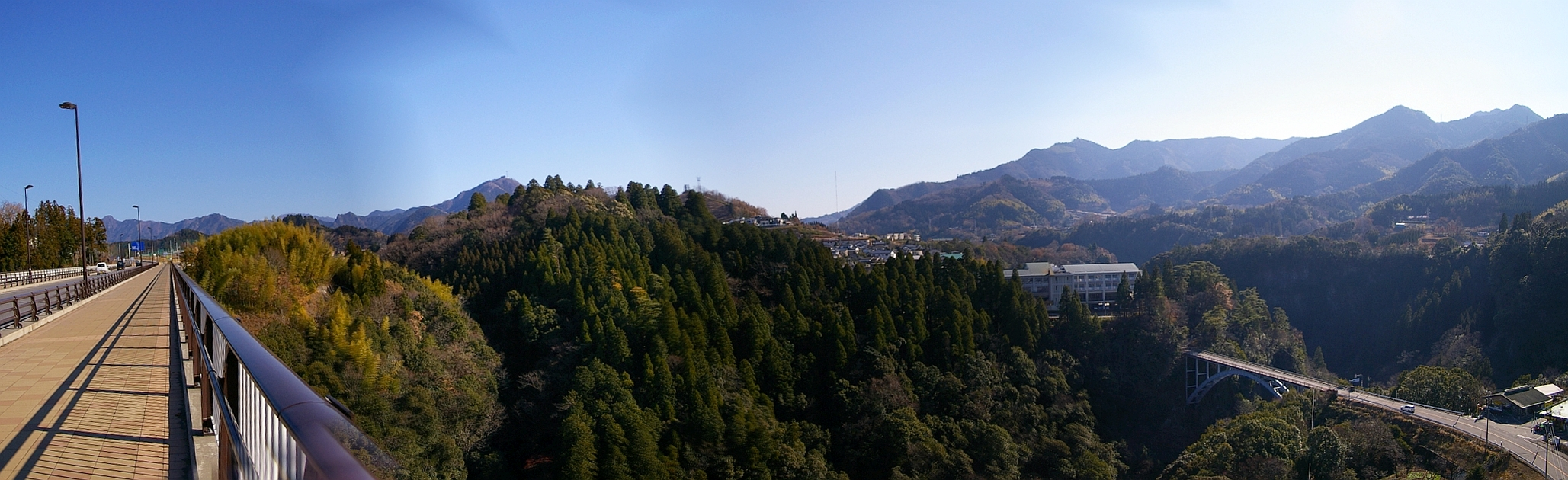
高千穂町

  - 高千穂にあるガラン石の柱の麓（尸起戦・龍穴あり）

沖ノ島（長月）

第三話「夜が生きる忘れ去られた島」
- 福岡県玄界灘沖ノ島
  - 沖ノ島の社務所（とある人物との戦い）

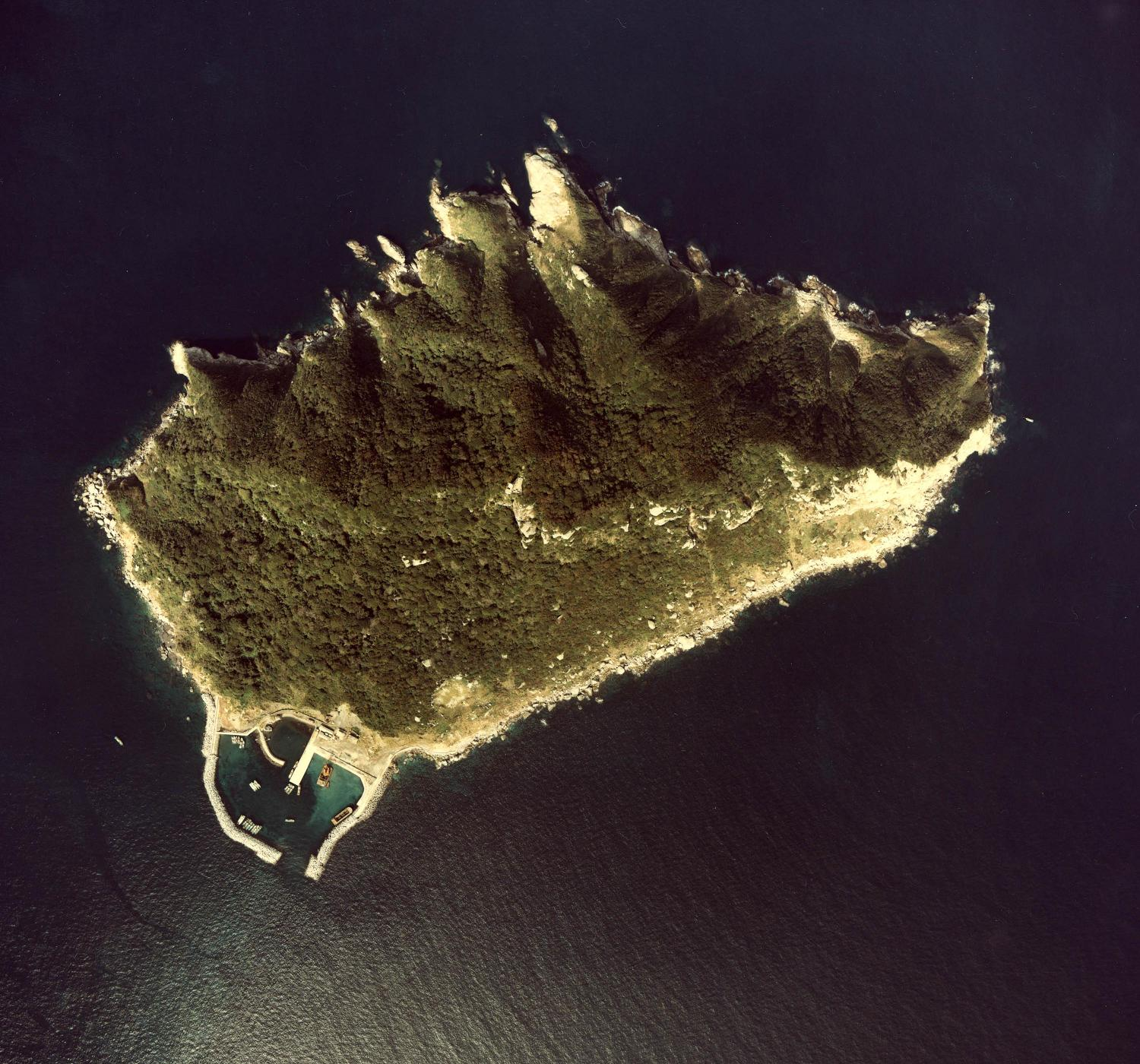
沖ノ島

  - 沖ノ島の宗像大社沖津宮（尸動戦・龍穴あり）

出雲（神在月）

第四話「砂塵が降り積もる結界の社」

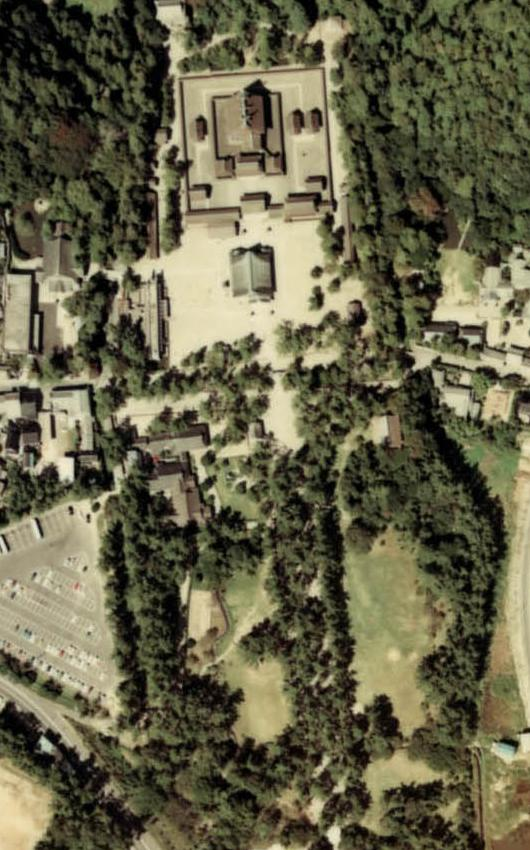
出雲

- 島根県出雲前半（後半のフィールドは入れない）
- 島根県出雲後半（前半のフィールドへは入れる）
  - 出雲大社近くの宇迦山（尸震戦・龍穴あり）
  - 出雲大社近くの宇迦山（陰虎戦・龍穴あり・一撃喰らわすだけでよい。）

桜井市の市街地
画像募集中

大和（極月）

第五話「泥に覆われた街・神留まる森の隠れ家」
- 奈良県桜井市の市街地（ガラン石を破壊しながらの尸覚戦・龍穴あり）
  - 三輪山大神神社付近の禁足地にある五方輪の隠れ家

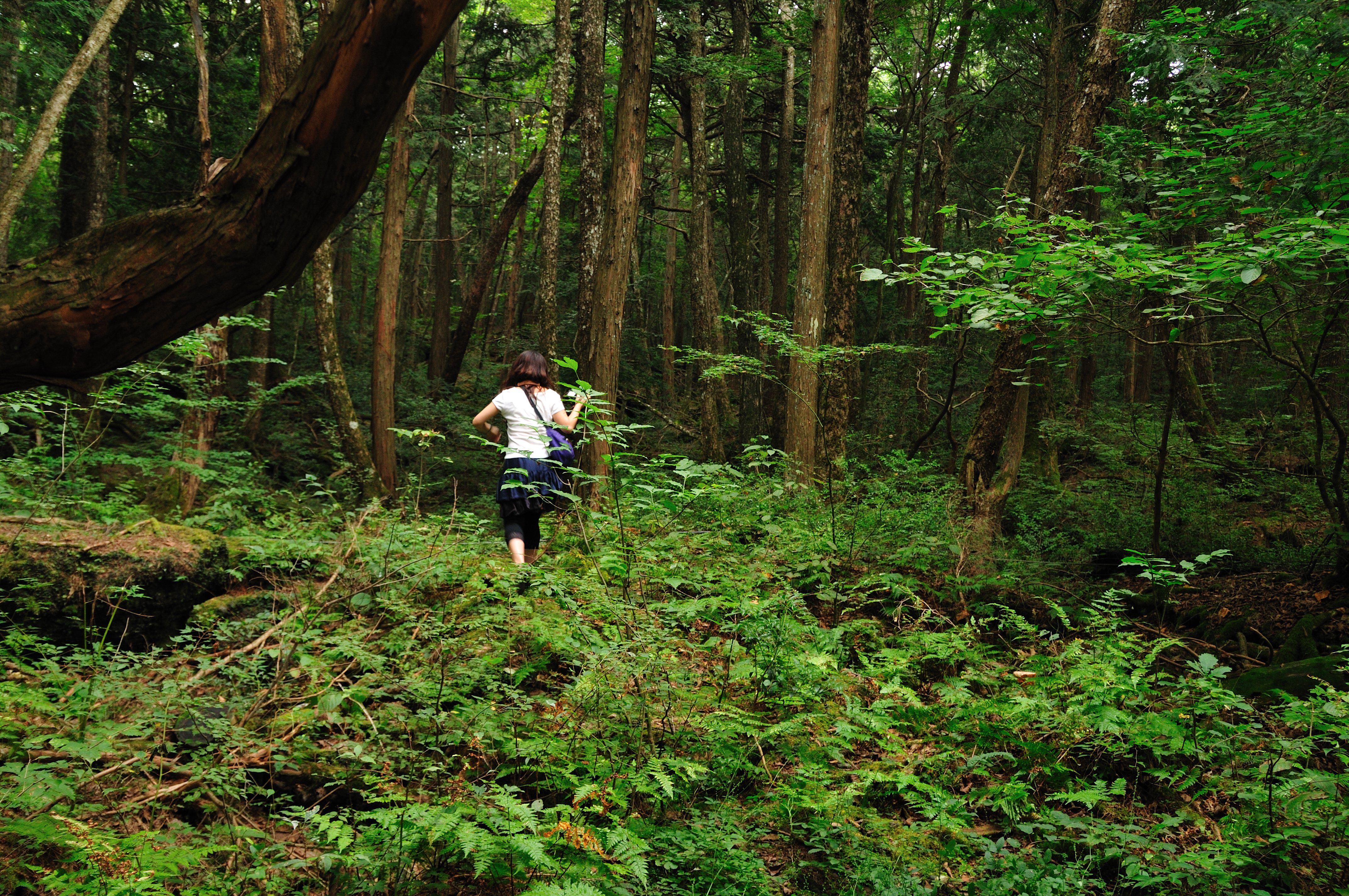
青木ヶ原

  - 三輪山大神神社付近の禁足地にある五方輪の隠れ家（河伯戦・龍穴あり）

富士（極月）

第六話「二つに引き裂かれた山・地の底の神寂びた遺跡」
- 山梨県富士山麓の青木ヶ原にある地下へと続く風穴道
  - 富士山の地下にある遺跡（尸吼戦・龍穴あり）

鹿島（睦月）

第七話「水没し海原となった地」
- 海となった茨城県鹿島の海上（強制移動）

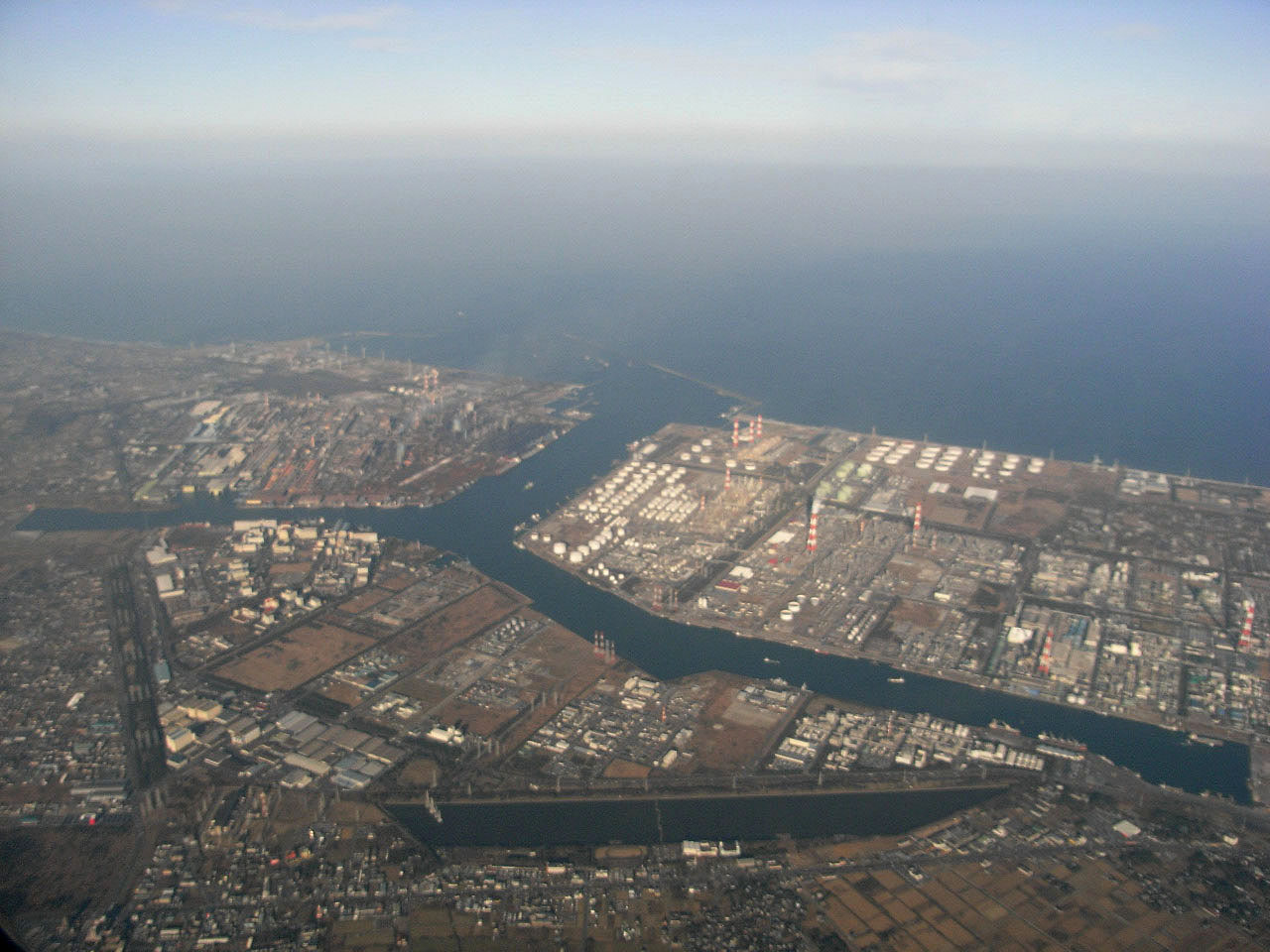
鹿島

  - 鹿島の上空に浮かぶ、六震祇の尸涌の胎内（ガラン石を破壊し、終点へ・龍穴あり）

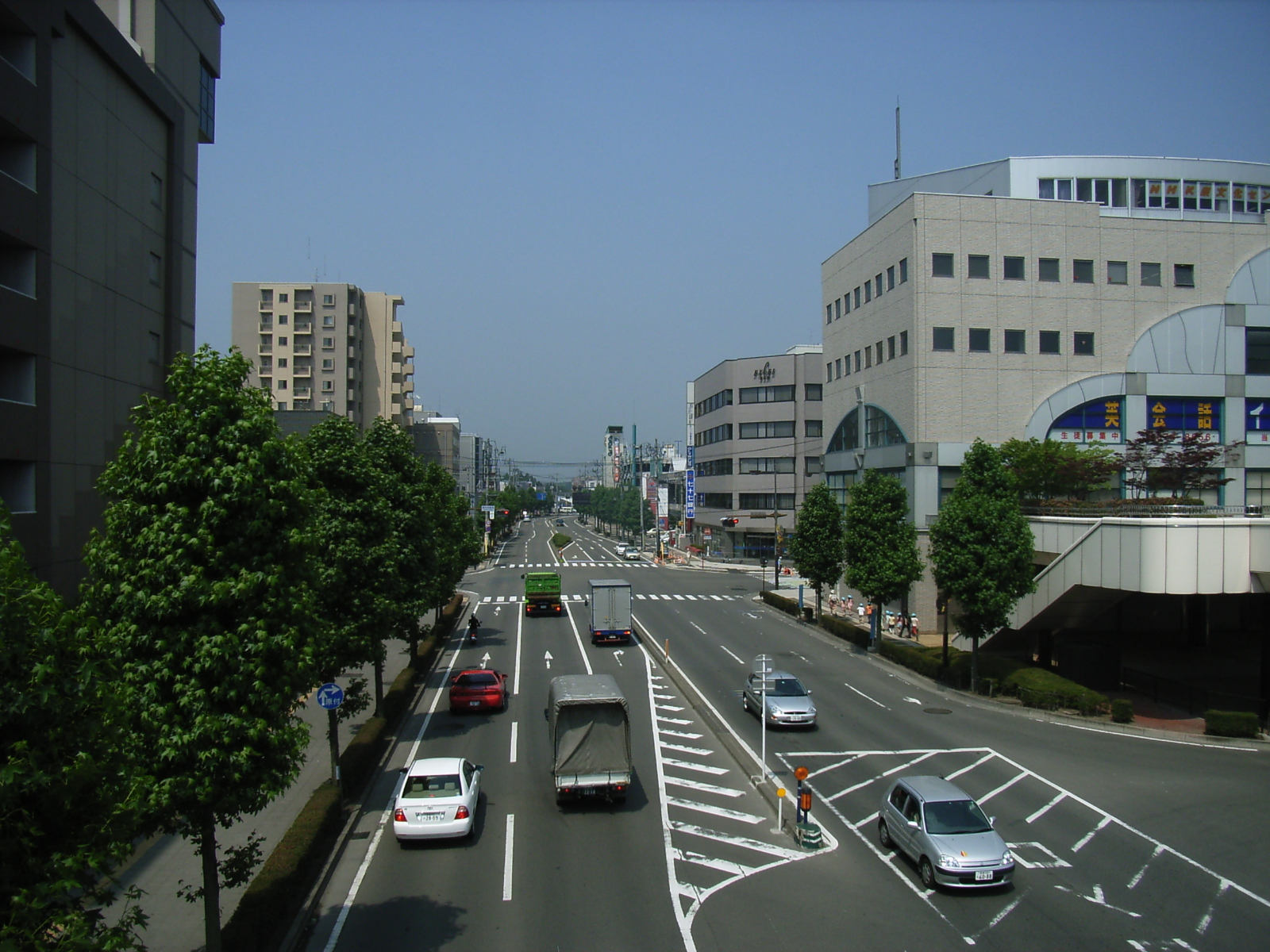
宮城野

日高見（睦月）

第八話「地殻変動で隆起した通り・夕暮れに沈む城跡」
- 宮城県仙台市宮城野の街路（とある人物との戦い・龍穴あり）
  - 多賀城市多賀城跡（移動のみ・河伯にダメージは加えられる・龍穴あり）
  - 多賀城市多賀城跡の壺石の頂上（河伯戦・2連戦・龍穴、ガラン石あり）

諏訪（如月）

第九話「御神渡りが始まる氷結した湖」

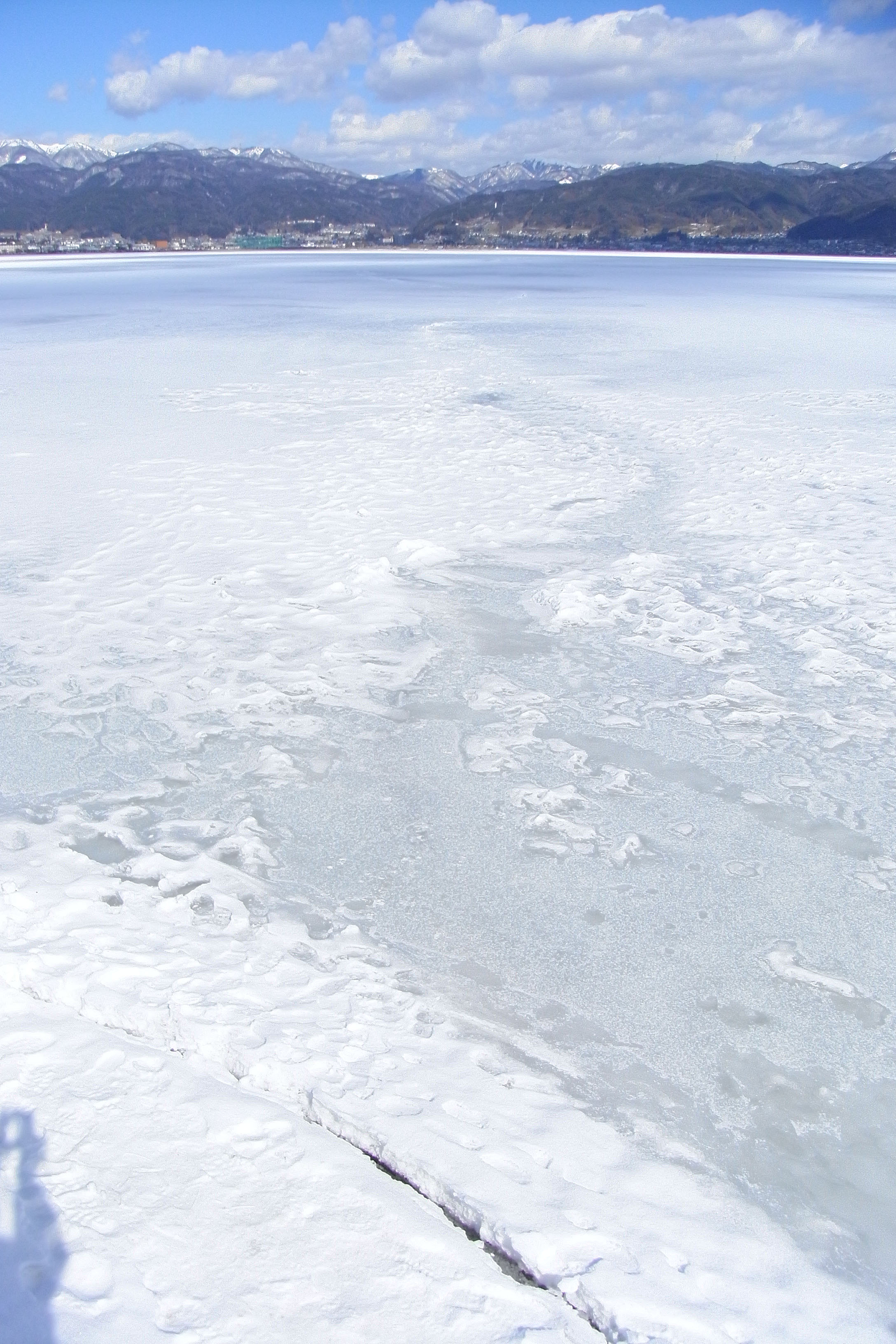
諏訪湖 御神渡りが始まっている

- 長野県諏訪諏訪湖に浮かぶ「とある物」の上（陰虎戦・2連戦・龍穴、ガラン石あり）

淡島（如月）

最終話「隠秘（いんぴ）から蘇る神域」
- 紀伊水道淡島

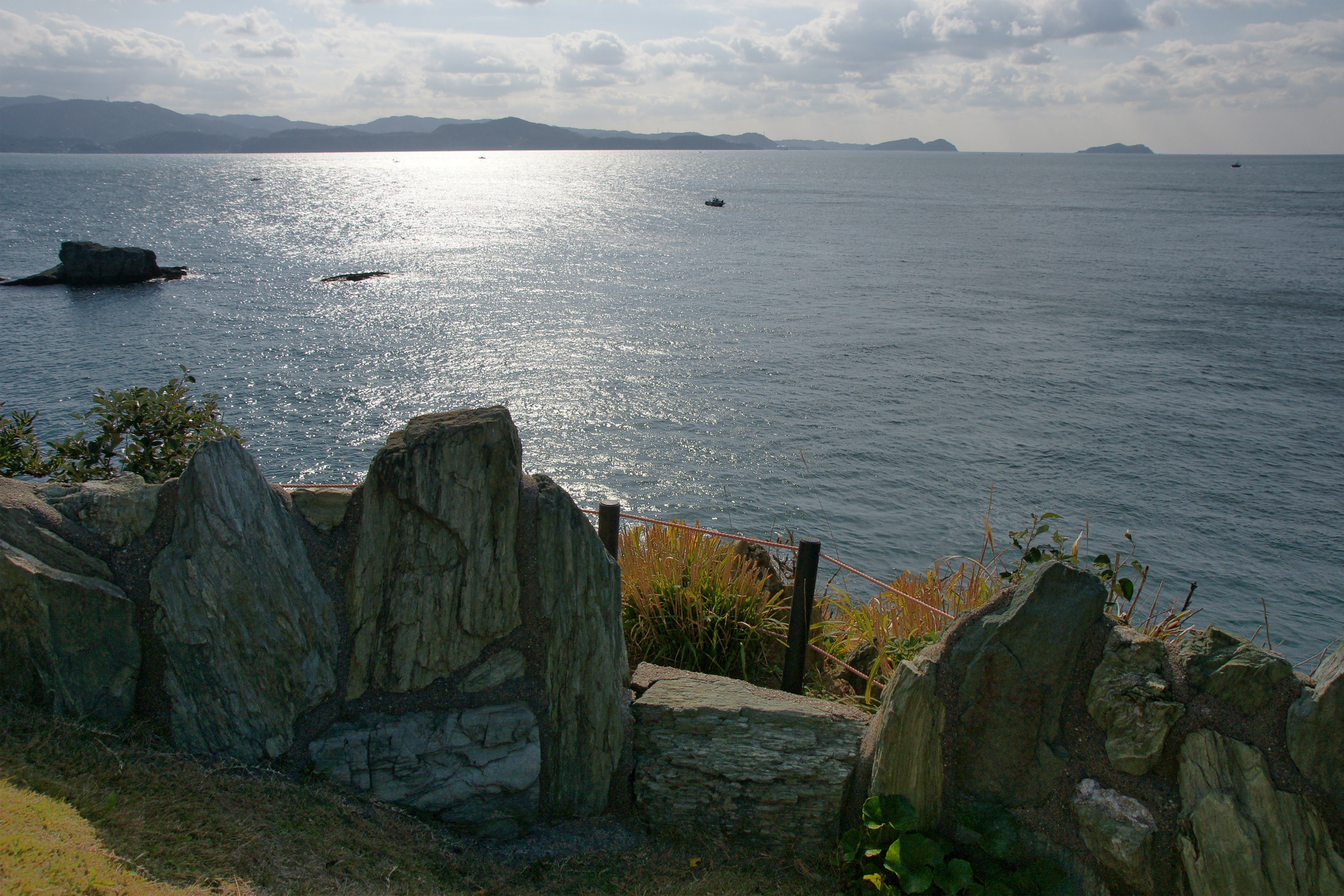
紀伊水道

  - 遥那の地の火舎のある封禅台（尸吼変異体戦・龍穴あり）
  - 遥那の地に聳える「ある物」の頂上（陽龍戦・2連戦・龍穴あり）

#### 七つの楔・八つの柱
七つの楔が秘された地。（物語の進行順に記載）

北斗七星

「楔（くさび）」は、全ての邪悪と兇氣（きょうき）を祓う（はらう）辟邪（へきじゃ）の力を形作り、あるものを鎮護（ちんご）するための封印であり、すべて霊石（れいせき）からなり、日本各地に点在するの楔を結ぶと北斗七星を描く。岩や石を信仰する風習は古神道の始まりとも言われ、磐座信仰（いわくらしんこう）という。
- 島根県出雲大社： 忌石（いみいし）。出雲大社の祭事の一つに、御忌祭（おいみさい）と言われるものがあり、霊石として「さざれ石」はあるが 忌石といわれるものはない。霊石としての忌石は下関市伊倉本町のお忌石（おいみいし）など日本各地に幾つか存在する。
- 鹿児島県高千穂霧島神宮： 逆鉾石（さかほこいし）。石ではないが「天の逆鉾」という御神体は実際に存在し、山頂に刺さっている。
- 福岡県沖ノ島： 不信石（おいわずいし）。不信石などの命名された霊石はないが、沖ノ島は古くから「お言わずさま」と呼ばれ、島内の中腹には磐座遺跡群があり、その中に岩陰祭祀（いわかげさいし）7号遺跡という大岩がある。
- 奈良県飛鳥： 亀石（かめいし）。亀石は飛鳥に実在するが、いつの時代に作られ、なんの目的があったのかは、分かっておらず、その像容も亀や蛙などの論争が尽きない。
- 山梨県富士山麓の地下：　荒覇吐神（あらはばき神[26]）の石偶。本作での像容は遮光器土偶を模している。
- 茨城県鹿島神宮： 要石（かなめいし）。要石は鹿島神宮に実在し、『万葉集』には「ゆるげども、よもや抜けじの要石、鹿島の神のあらん限りは」と詠われ、本作での台詞では「ゆるぐとも、よもや抜けまじ要石、鹿島の神のあらん限りは」となっている。
- 宮城県多賀城跡： 壺石（つぼいし）。多賀城跡[27]付近の市川村には、『万葉集』に記述される「壺のいしぶみ」の実物としての「壺の碑」ではないかといわれる多賀城碑が実際にある。

七つの楔
- 天の逆鉾
- 岩陰祭祀7号遺跡
画像募集中
- 出雲大社、さざれ石
画像募集中
- 亀石
- 遮光器土偶
- 要石を祀る祠
- 多賀城碑

七つの楔の基になったもの
ガラン石の柱が聳え立つ八つの地。（北東順に記載）
日本の地勢（ちせい）を形造る地脈（ちみゃく）ともいい、いわゆる風水の龍脈の経絡（けいらく）が交差する重要な場所であり、古くから霊山（れいざん）となっていて、楔とは別の意味で「要」となっている。龍脈（りゅうみゃく）の交差する場所に、紫微仙により引き裂かれた富士から齎された衰氣を集約させることで、8本のガラン石の柱が生み出され、「ガランの日」という禍が引き起こされた。
下記の山々は、縄文時代や古代から信仰されてきた神体山（しんたいさん）や霊峰（れいほう）、神奈備（かんなび）とされる、神留まる（かんづまる）場所であり、山中や麓（ふもと）に社（やしろ・神社）をいだき、遺跡や磐座（いわくら）が点在する山である。その多くが「人工の山ではないか？」とされるが、人の手が加わって成形されたと、正式に認められるのは、黒又山だけである。
- 秋田県： 黒又山（くろまたやま）。別名クロマンタとも呼称され、その語源は、神の山を意味する「クルマクタキシタ」という蝦夷語にあると言われる。山頂には本宮神社があり、山麓には縄文時代の堤尻遺跡群がある。麓には特別史跡の「大湯環状列石（ストーンサークル）」がある。
- 岩手県： 五葉山（ごようさん）。古くは伊達藩の直轄の山で「御用山」と記述され、霊山としても信仰されている。山頂には810年（延暦20年）に建立された五葉山日枝神社があり、山頂付近にもかかわらず、水が湧き出る神水井があり、「日の出岩」を始めとし磐座や支石墓が点在し、中腹には祭祀場としての「畳石」がある。
- 茨城県： 筑波山（つくばさん）。物語のテーマでもある男女一対とする夫婦和合や縁結びとしての山であり、男体山と女体山を神体とする霊峰でもある。古くから磐座も信仰され、「ガマ石」などの奇石や「母の胎内くぐり」などの支石墓が点在する。
- 長野県： 皆神山（みなかみやま）。山頂には皆神神社があり、山の至る所に、磐座と様々な宗派の神社が点在する。五葉山と同様に山頂に神水井としての御聖井跡があり、中腹には人の手で作られた天岩戸（あまのいわと）をもした祭祀場がある。
- 滋賀県： 三上山（みかみやま）。麓に御上神社を抱く、古神道を色濃く残す数少ない神奈備であり、古くは禁足地であった。入山には許可が必要で、撮影も禁止となっている。山中には注連縄が巻かれた「興津磐座」が祀られている。
- 広島県： 葦嶽山（あしたけやま）。麓に神木として天然記念物の大杉をもつ、蘇羅比古神社があり、山頂付近には「烏帽子岩」、中腹には「鷹岩」と呼ばれる磐座がある。人工的にも見える岩が積み重なった場所や、古くは神武天皇陵と伝えられていたこともあり、1934年に酒井勝軍の「独自の研究」により発表された「日本のピラミッド」の内の第一号でもある。
- 福岡県： 求菩提山（くぼてさん）。5世紀には人が住んでいたとされ、平安時代の終わりから、修験道の霊山となっていった。最盛期には500戸の「坊（ぼう）・山伏の住む庵」があったといわれ、坊中といわれる集落は七つに分かれ、「七坊中」と呼ばれ、求菩提山への道も七本あり「七つ口」と呼ばれていた。磐座が点在し信仰され、いくつかの場所では神水が湧き出し、修験者たちの水源となっており、結界石といわれる神域との端境と考えられたものある。琴比羅神社（ことひらじんじゃ）などと並んで、「五窟」と呼ばれる五つの「仏窟（ぶっくつ）」やカラス天狗を祀った「次郎坊天狗社跡」があり多様な信仰がうかがえる。
- 鹿児島県： 高千穂峰（たかちほのみね）。磐座のもととなった「天津彦々瓊々杵尊（あまつひこひこににぎのみこと）の 天の磐座」という日本神話の地であり、本作の主題の一つでもある高天原の地ともいわれる。古くは中腹に霧島峯神社があったが、噴火により焼失したため、麓の霧島神宮、霧島東神社（きりしまひがしじんじゃ）、狭野神社（さのじんじゃ）に分社された。

八つの柱
- 黒又山
- 五葉山
- 筑波山
- 皆神山
- 三上山
- 葦嶽山
- 求菩提山
- 高千穂峰

八つのガラン石柱が聳える中心地となった山

## 登場人物
五方輪は、咒方術（じゅほうじゅつ）という特別な力である武術（ぶじゅつ）、氣功術（きこうじゅつ）、咒術（じゅじゅつ）を持ち、紫微仙から授かった五神宝珠（ごしんほうじゅ）を、武具に備えた咒方士（じゅほうし）からなる。元々は紫微仙が、寄り神を撃退するために作った組織であり、名目上は「世の理（ことわり）を守るためにある」という趣旨で、紫微仙から咒方士たちに預託される。咒方士はさまざまな理由や立場の縁で、資質がある者が選ばれ引き継がれるが、真武居家だけは「世襲（せしゅう）」となっている。
五方輪の装束（しょうぞく）は和服と五行の色が基本となっていて、みな手甲（てっこう）をしているが、後に参入する二人、我舞は革のベストを羽織り、みづほは防除班の戦闘服としてプロテクターが各所に充がわれるが、上着のスリットとスタンドカラーの特徴はチャイナドレスを思わせる。紫微仙の装束は満州の民族衣装が基本となっている。
五方輪の五方とは陰陽五行においての方位であり、基準となる中心と東西南北を表し、紫微仙の紫微は北極星のことを言う。北極星は古来から世界各地で方位を知る上で、北の基準点として利用され、肉眼で見えるものの他に2つあり、紫微仙と同様に3からなるものである。紫微仙の3人の名につけられた天尊とは道教における神の敬称であり、道教の最高神も「三清」といって3人からなる。（六震祇の六震も、立体上や、古代インドにおける東西南北上下の6方向の方位を示すものである。）
｛名称の表記において、エンドロールでは、御巫 美津穂、琴平 梓、汐里 楸、那美姫、という漢字表記になっていて、説明書や公式資料では、御巫 みづほ、琴平 あずさ、汐里 ひさぎ、ナミ姫、という表記になっている。以上により、各人の登場人物の冒頭での記述のみを、エンドロールに准じて漢字表記とした。紫微仙は、陽龍（ヤンロン）と陰虎（インフゥ）が外来語読みで、河伯（カハク）が日本語読みであるので、漢字表記に統一した｝
各項目の登場人物は紫微仙を除き、戦闘フィールドの参加と物語の時系列により記載する。

### 五方輪

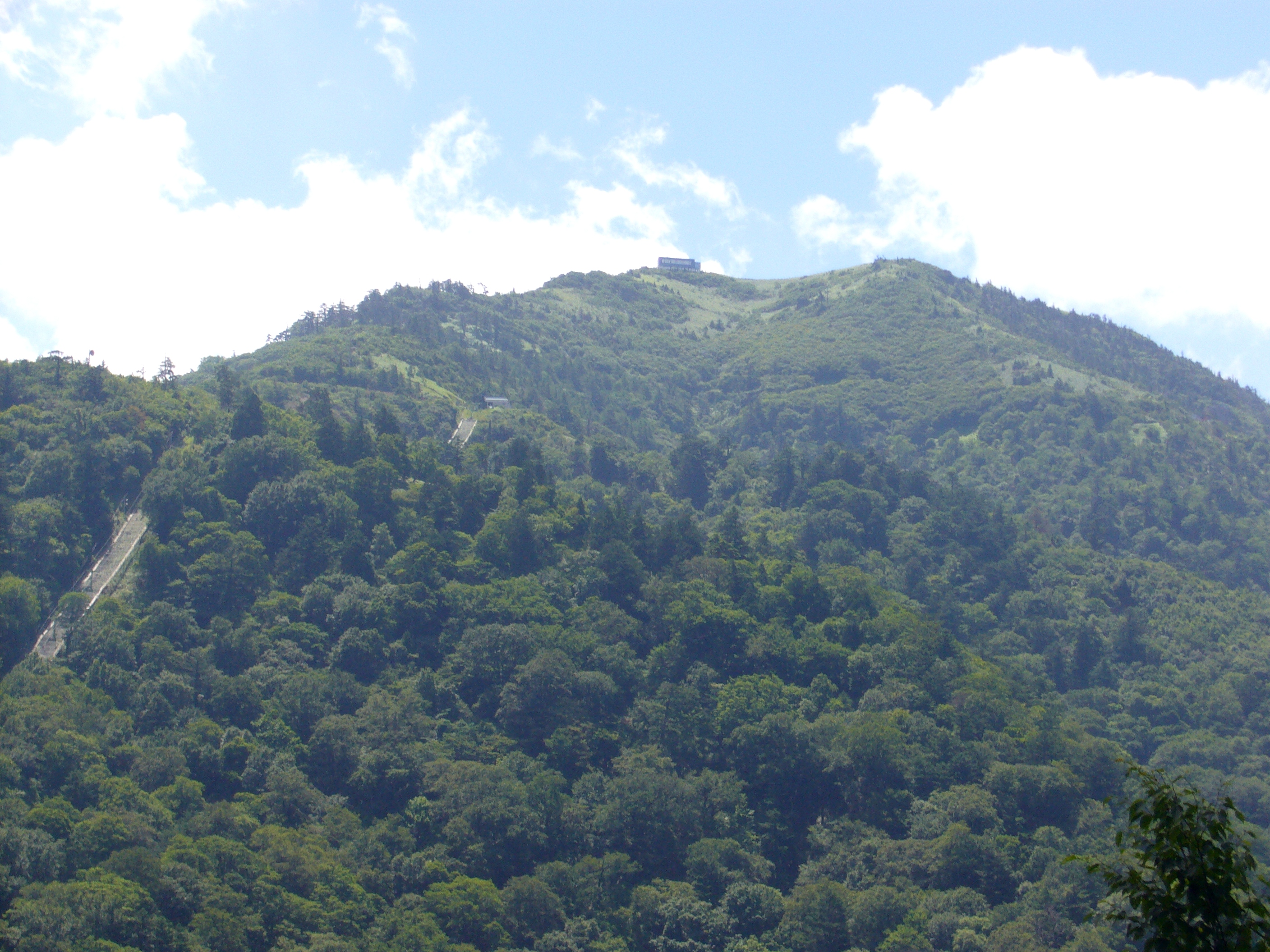
剣山の北側

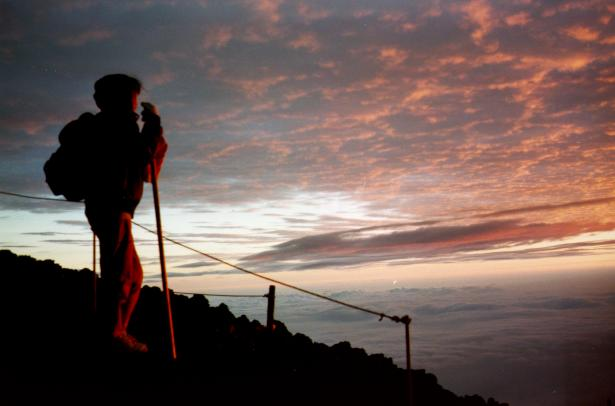
富士詣に使われる本作と同じ六角柱の金剛杖

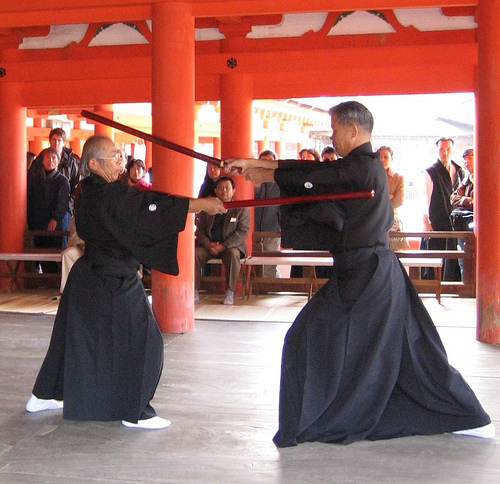
神社で行われる剣術

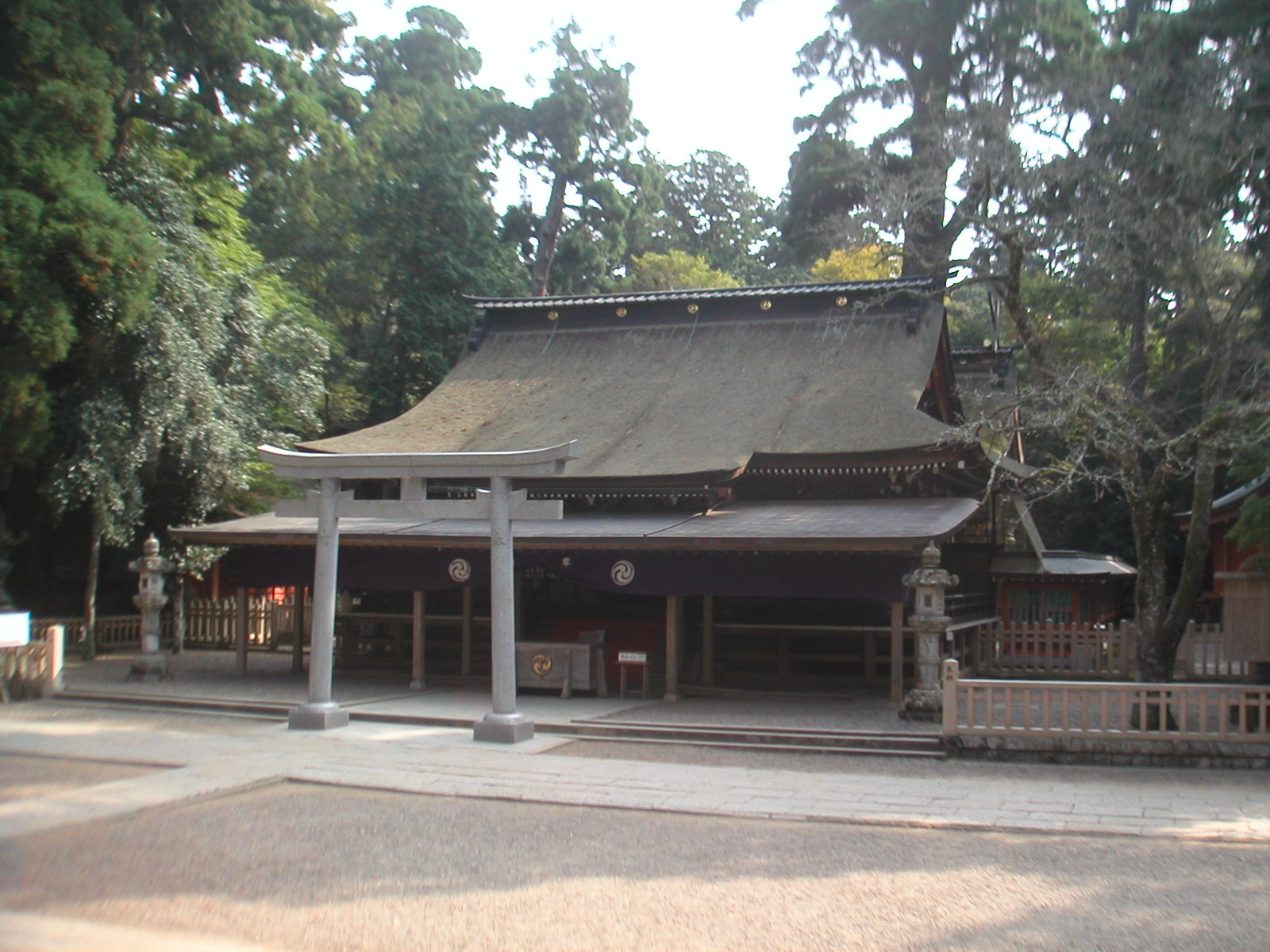
鹿島神宮拝殿

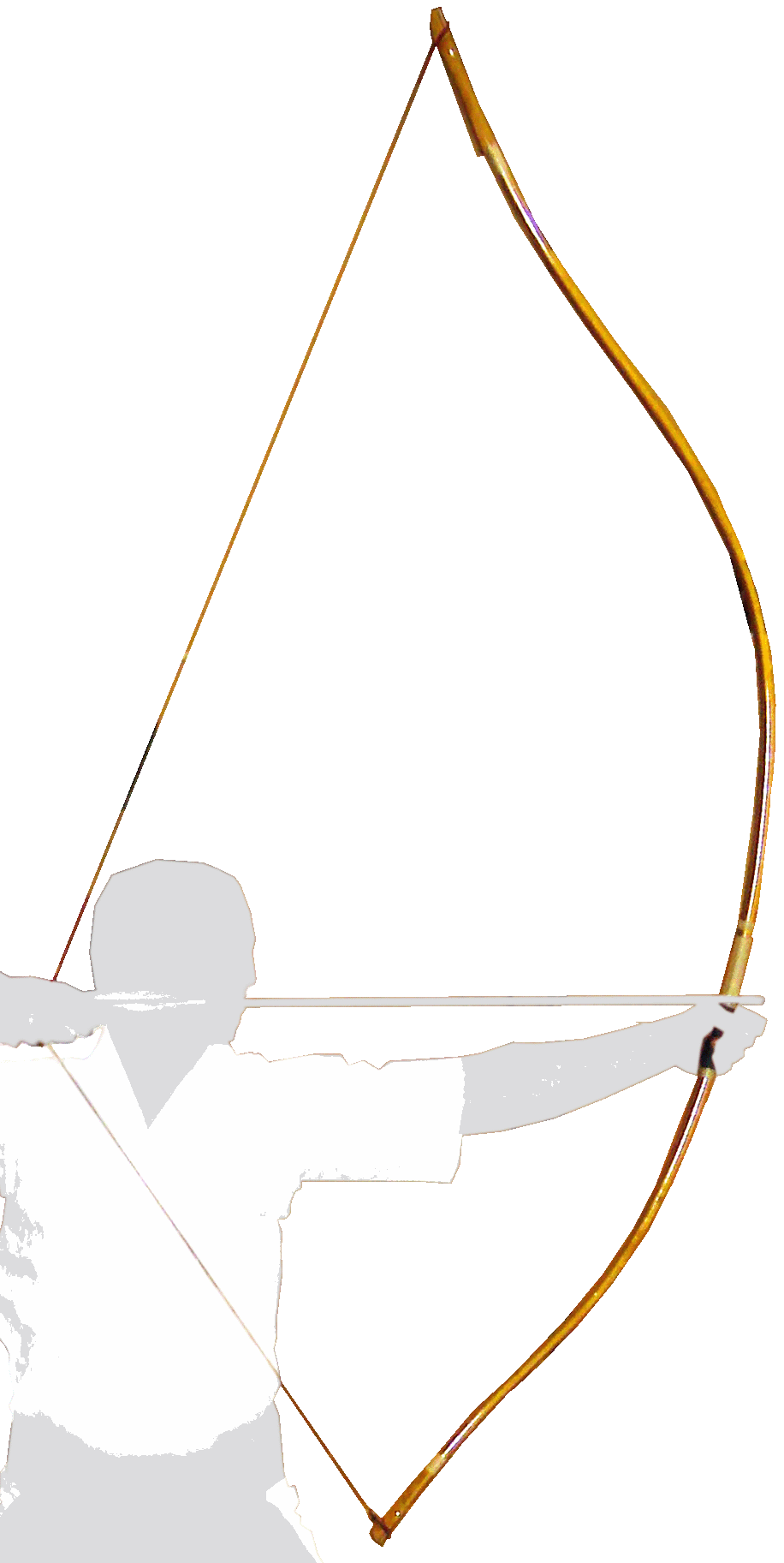
大弓ともいう和弓

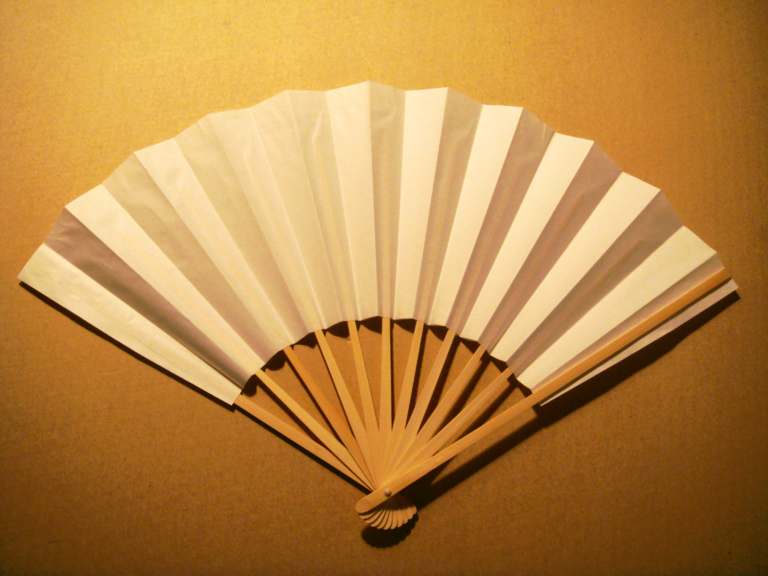
扇（おおぎ）

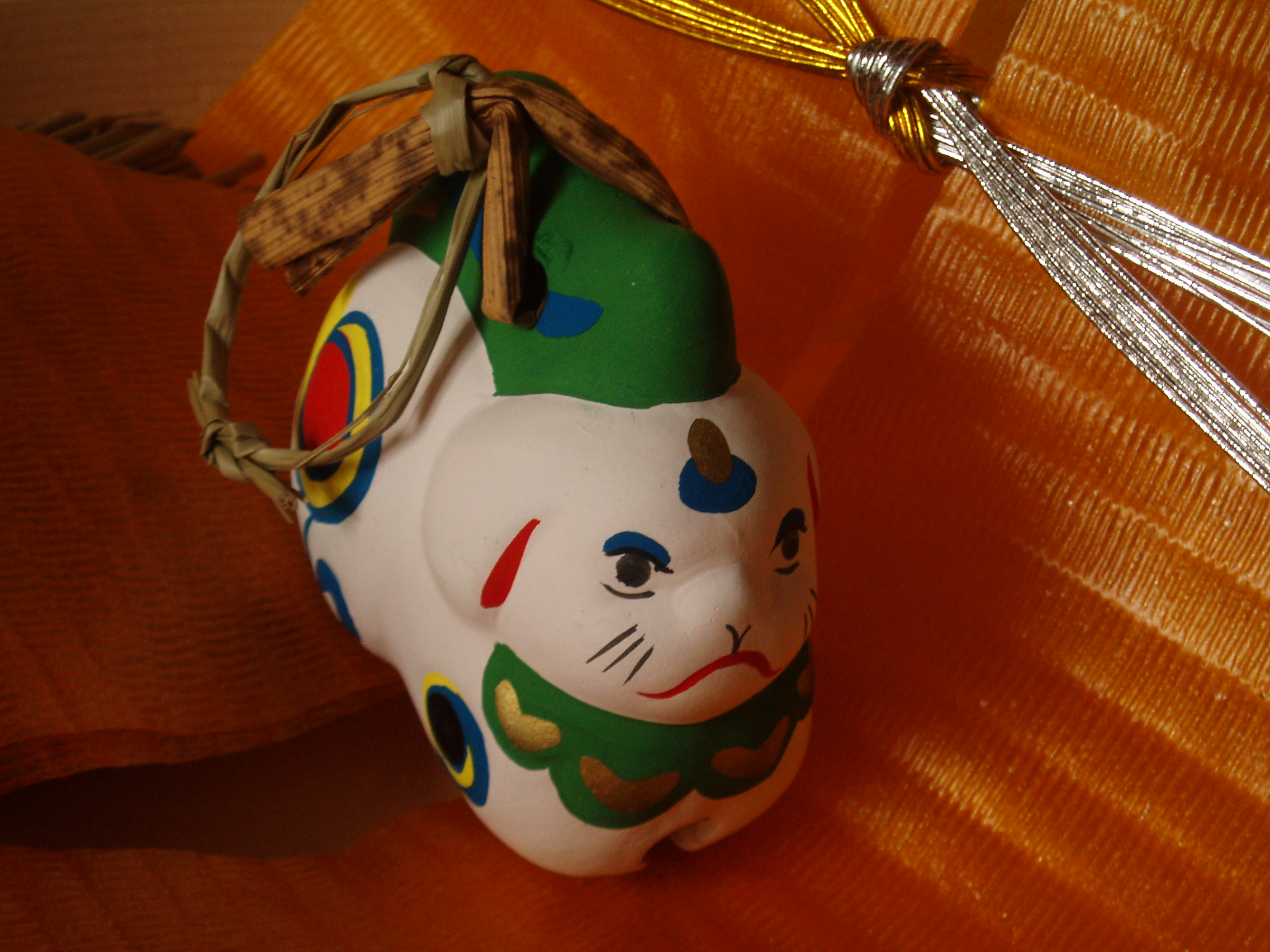
土鈴

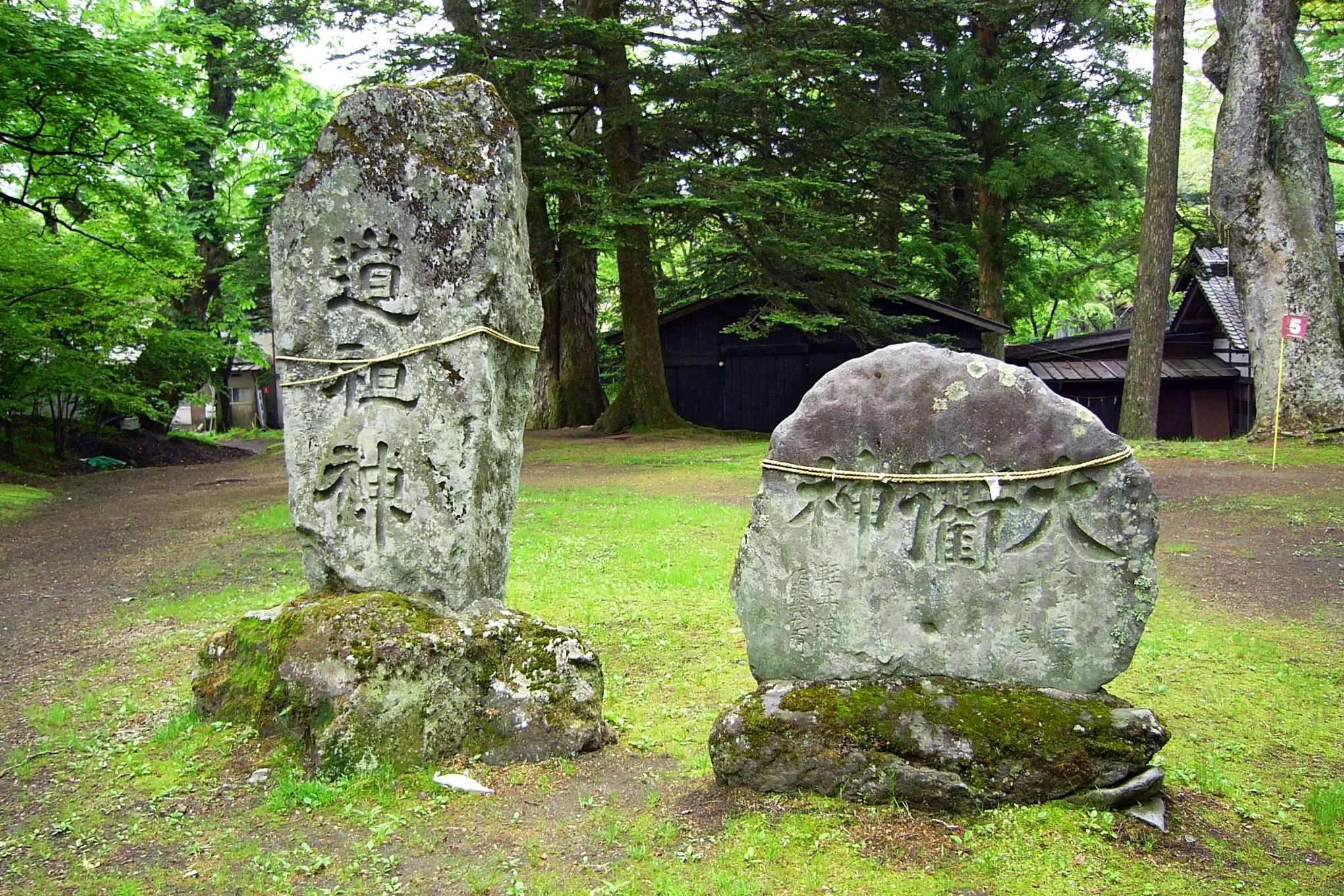
男女一対となっている石柱の道祖神

真武居 直柔（まぶい なおや）（声：遠近孝一）
本作の主人公。五方輪の一員で、咒方士の宗家。
性別：男性　年齢：18歳　誕生日：不詳　身長：175cm.　出身：沖縄県石垣島。
五行：木　五神：蒼龍（そうりゅう）　五色：青　五徳：仁　陰陽：陽
流派：紫微武甲法（しびぶこうほう）
武具：1．五神宝珠（ごしんほうじゅ）の蒼龍魂（そうりゅうこん）を持つ「闇陽炎（やみかげろう）」（詳細は御巫 みづほの武具を参照）2．現世の剣（うつしよのつるぎ）である1,5mの刀身を持つ両刃に超金属ヒヒイロカネが埋め込まれた石太刀（いしだち）「荒覇吐（あらはばき）」。布瑠の言（ふるのこと）という「魂継ぎ（たまつぎ）」の儀式で、みづほに闇陽炎を継承した後は、四国の剣山に隠されていた、この巨大な石太刀を獲得し、第2話の高千穂から使用して戦う。五行の「木」を活かし、雷を操る。
戦闘： 能力的にはバランスが取れており、各攻撃も癖が少なく扱いやすい。荒覇吐に持ち替えたことにで、よりリーチが長くなり、基本攻撃の8連斬と合わせ攻撃力も高い。諸刃の刃でタイミングも難しいが、必殺の奥義を物語の進行とともに身に付けるので、HP値が高い相手に対し大きなダメージをあたえることができる唯一の人物。
人柄： 真武居家は8655年続く名家で、代々五方輪に属する咒方士になる家系として続いて、直柔もその跡目を継ぎ、577代目当主として五方輪に入る。窮地（きゅうち）に立たされても諦めない不屈の精神を持つが、単純明快のうえ、血の気が多いため、軽い挑発にすぐに乗ってしまう猪突猛進（ちょとつもうしん）なところがある。五方輪の使命に忠実で、咒方士の修練以外はほとんど興味がなく、人の心情も気付かぬ鈍感であるが、大儀や身近な者のためには、我が身さえ省みない、まっすぐで直柔なりの優しさも持つ。船酔いしやすく、船の上では立っていられないほどであるが、戦いの最中はその限りではない。
八洲 大騎（やしま だいき）（声：大塚明夫）

五方輪の一員で、元は真言密教の退魔師。
性別：男性　年齢：32歳らしい　誕生日：不明　身長：196cm.　出身：高千穂
五行：火　五神：朱雀（すざく）　五色：赤　五徳：礼　陰陽：陽
流派：紫微武甲法・密教咒術も体得していて、劇中では九字を切って唱える「不動火焔咒（ふどうかえんじゅ）」という術が披露される。
武具： 五神宝珠の朱雀魂（すざくこん）を先端につけた戒杖（かいじょう・金剛杖）で、長さ七尺（2,12m）の黄金の「忌杖（いみづえ）」である。五行の「火」を操る技術も非常に卓越し、火焔と爆発系の攻撃を繰り出す。
戦闘： これといった飛び道具がなく遠距離攻撃は苦手だが、炎を纏う（まとう）攻撃とレンジの長い戒杖で多少大雑把でも、接近戦や複数相手に効果を発揮する攻撃ができる。また、見た目通り全キャラクター中最大のHP値を誇るが、逆に対物理と対衰気の防御力の能力強化パラメーターがないので、HPが減りやすいという欠点がある。ただし、強化パラメータのほとんどが、数段階をすでに満たしているので、所持している能力も強化しやすく、迷うことなく「現世のカケラ」を注ぐことができる。
人柄： 真言密教の寺の跡取りで、修行をしていたが、ガランの日に家族を亡くす。寄り神退治をしていたところ、朱雀魂を持つ咒方士に助けられ、後に彼に師事し、朱雀魂を受け継いで五方輪の一員となった。五方輪のなかでは新米のほうに入るが、直柔と付き合いは長く兄のように慕われていて、豪放磊落（ごうほうらいらく）で、忌憚（きたん）のないあけすけな物言いと、最年長ということから、仲間達からも頼られる存在。容姿も性格も正反対で、秘めたる何かが感じられる夜斗を、訝（いぶか）しく思いつつも心配もしている。ひふみに惚れていて、その心を隠さず態度で表しているが、ひふみも憎からず思っているにもかかわらず、なぜか頑（かたくな）に受け入れてもらえない……。
御巫 美津穂 （みかなぎ みづほ）（声：京野ことみ）
本作のヒロイン。剣術の師範代で、のちに五方輪の一員となる。
性別：女性　年齢：18歳　誕生日：9月21日　身長：164cm.　スリーサイズ：B83/W57/H80　出身：珠洲
五行：木　五神：蒼龍　五色：青　五徳：仁　陰陽：陽　
流派：御巫無想流剣術（みかなぎむそうりゅうけんじゅつ）・紫微武甲法も物語の進行とともに身につける。

武具：五神宝珠の蒼龍魂がはめ込まれた、真紅の刀身を持つ諸刃（もろは）の大刀（たち）「闇陽炎」を、直柔から受け継いだ。直柔と同じく五行は「木」であるため雷撃を操る。
戦闘： 能力は直柔と共通する部分も多いが、独自色も際立つ、特に跳躍時の旺氣弾攻撃は、攻撃レンジもあずさに次ぎ、ワイドに広がる複数の飛礫（つぶて）でなので、少しずつではあるが確実にHPを削ることができる。HPは全キャラクター中最低であるが、能力の強化では現世のカケラの使用量が最小の9個となっている。バランスに優れ、直柔と同様に能力は全て備えていて、使い勝手の良い奥義などにより、六震祇（りくしんぎ）などのボス戦でも不可なく戦える。他の人物と違い、ガラン石の破壊しても、体が現世のカケラに触れないと、その回収ができないのが難点である。
人柄： 古風な家柄で、剣術の師範代と部活では剣道を嗜んでいる反面、バンドを組んでいて、クリスマスのコンサート用に歌も作っている活発な高校生だった。ある日、衰氣にあてられ瀕死になったところを、直柔の魂継ぎの儀式によって助けられた。魂継ぎにより授けられた剣を返すために、直柔が退治屋だと思い込んでいたみづほは、親の反対を押し切り、寄り神を退治する「防除班」に入隊する。高千穂で偶然に再会し、直柔に好意を持っているみづほは、半ば強引に付いて行ってしまうが、鈍感な直柔はその思いに気付かないでいる。思い立ったらすぐに行動に移し、どんなつらい状況も自然に受け止め、まっすぐに向かっていく、そのためには、努力も惜しまず必ず身につける。物事の裏を読むような器用な事はできないが、人を腐したり批判することはなく、そのせいか許せないと思っている紫微仙と対峙しても、どこか間の抜けた言葉を投げかけてしまう、カタカナ言葉がよく出る今日（きょうび）の女子高生でもある。
我舞 要 （がぶ かなめ）（声：山寺宏一）
氣功武術の大家であるが、寄り神の退治屋に身を窶している。のちに五方輪の一員となる。
性別：男性　年齢：20歳　誕生日：不明　身長：181cm.　出身：鹿島
五行：水　五神：玄武（げんぶ）　五色：黒　五徳：智　陰陽：陰
流派：我舞式練氣術秘伝（がぶしきれんきじゅつひでん）
武具：1．宝珠（五神宝珠ではない）を縫い付けた鋼（はがね）の繊維でできた手甲で「氣鋼掌（きこうしょう）」という。2．後に五神宝珠である玄武魂（げんぶこん）を己の拳（こぶし）にはめ込む。
戦闘:　気を集め強化する「我舞式錬氣術」を使い、接近戦では比類なき強さを誇る。ブースト（水平跳躍）、結界、封陣符といったサポートシステムが使えない上に、奥義以外の攻撃は全て徒手での打撃なので、慣れないうちは敵に攻撃を当てるのに苦労するが、一度相手を捕らえれば、短期決戦も可能な人物である。ただし、跳躍攻撃の回し蹴りは一回の攻撃時間が長いので、地上戦の接近連打が行いやすい敵と相性が良い。
人柄：　鹿島の名家、我舞家の当主として生まれ、鹿島神宮にある「要石（かなめいし）」と係わりがある。日本各地のガラン石の柱の出現により我舞家は水没し、修行のため各地を回っていた要は無事だったが、生活のために寄り神の退治屋を始める。直柔達とは沖ノ島で出会い、プライドが高く皮肉屋でやや口が悪いこともあり、直情的な直柔と衝突する場面も見られたが、本当は情愛に満ちていて、終盤のあずさとのエピソードからそれが解る。二十歳（はたち）にしては大人の雰囲気で、状況を見極める力があるが、夜斗のような冷静な判断というより、泰然自若（たいぜんじじゃく）としたあるがままを受け止める資質が、そう思わせる。沖ノ島での直柔達との出会いにより、自身の宿命に気付き、後の鹿島ではお互い協力することになる。
琴平 梓（ことひら あずさ）（声：大谷育江）

小学校中退のちびで子供なのに、五方輪の一員であり、神をも葬る「矢」を生み出し放つという。
性別：女性　年齢：11歳　誕生日：不明　身長：137cm.　スリーサイズ：ひみつ　出身：香川
五行：金　五神：白虎（びゃっこ）　五色：白 五徳：義　陰陽：陰
流派：紫微武甲法  ただし修行体得中である。
武具：　五神宝珠の白虎魂（びゃっここん）を弓の弓柄に取り込んだ弓丈六尺（1,82m）の大弓「天颪（あまおろし）」で、金氣で作った矢を飛ばし、移動中は天颪で打撃を繰り出す。五行の「金」を操る。
戦闘:　非常に遠くまで届く矢で、遠方から一方的に攻撃を仕掛けることが可能。跳躍の打撃攻撃に加え、ブースト（水平跳躍）が使用できないため、ガラン石の破壊は移動攻撃による弓で直接叩くことでしか行えず、跳躍攻撃は全て旺氣攻撃のなので、高い位置のガラン石は破壊できない。結界の能力も持っていないが、より確実な、鳴弦による敵の動きを封じる奥義などに加え、敵を真下から射抜く矢や、広範囲を一気に攻撃などの強力な奥義が揃っているので、接近戦に不向きであるが、相手と距離をとれれば確実な人物でもある。ただし基本攻撃は、少しずつ攻撃がずれることがあるので、敵を射抜くのも多少の工夫がいる。
人柄：　両親を寄り神によって殺害され、仇ともいえる寄り神を退治すべく、かつて五方輪の咒方術であった祖母を師とし五方輪へと入る。好奇心一杯のひたむきで明るい性格が、暗い過去を思わせず、臆さず前向きのところが生意気にさえ映るが、肩肘張った健気さの裏返しであることを、五方輪の仲間は知っていて暖かく見守っている。幼さゆえ自信のない不安な一面も見せるが、ここ一番のときは、胸に秘めた滾る（たぎる）思いと情熱が顔を出し、決して怯まない強さも持つ。印象的なことがらとして、口癖は、「おポンチ」が挙げられ、「ちび」と「子供」といわれると激しく反応する。出雲の結界を展開する少年「水見（みなみ）」と楔を守るため、紫微仙から逃走していたところで、直柔達と合流する。
朱童 ひふみ（すどう ひふみ）（声：天野由梨）
五方輪の一員であるが、素性は不明。安倍家流の陰陽師。
性別：女性　年齢：自称25歳　誕生日：不明　身長：170cm.　スリーサイズ：B92/W58/H87　出身：大和
五行：土　五神：黄龍（おうりゅう）　五色：黄　五徳：信　陰陽：陰陽

流派：紫微武甲法・劇中では陰陽道の安倍家陰陽術による治療も披露される。旺氣攻撃を持たないので、禍絲はその代わりでもあり、他の方術を用いて扱っているが、詳細は不明である。
武具：五神宝珠の黄龍魂（おうりゅうこん）を埋め込んだ扇「銀鏡（しろかね）」と手甲に仕込まれた「禍絲（まがついと）」という3本の銀糸である。五行の「土」を操る。
戦闘：銀糸を放つことで、少し離れた敵も攻撃することができるが、その分、扇のレンジは狭く思いのほか近づかないと当らない。幾つかの特別な能力を持ち、フィールドの外の場所にあるガラン石を取ることは、ひふみしかできない。また他のキャラクターのように旺氣を扱うことはできないが、寄り神の飛ばす衰氣を吸収したり、衰氣感染（いわゆる毒状態）にならないなど防御に優れている。その攻撃スタイルは扇の存在だけでなく、どこか日本舞踊を思わせる。
人柄:　抜群のプロポーションを持ち、関西弁を喋るのが特徴で、いつも母の形見である土鈴を持ち歩いていて、私生活では伊達眼鏡を掛けている。五方輪のなかで唯一の陰と陽を持つ人物であり、外面は的確かつ大胆に行動でき、人に対しても屈託なく思いやれる洒脱（しゃだつ）な気遣いを持っているが、内面は情に流されたいと思いつつ拒否してしまい、優柔不断でいつまでも引きずり決心が付かないという、正反対の面を持つ神秘的な女性である。頼れる仲間の一人でもあり、特にあずさと仲が良く慕われていて、また八洲にも男女として惚れられているが、何故か受け入れることに躊躇する。そのことは「彼女のことを詳しく知るものは五方輪の中ではいない」事に繋がり、物語を進めるとその理由が明らかになる。
塞上 夜斗（さえがみ やと）（声：子安武人）
五方輪の一員で、道祖神の祭司でもある。紫微仙の企みに気付き、反旗を翻（はんきをひるがえ）した最初の五方輪。
性別：男性　年齢：23歳らしい　誕生日：不明　身長：181cm.　出身：諏訪

五神：玄武　五行：水　五色：黒　五徳：智　陰陽：陰
流派：紫微武甲法
武具：五神宝珠の玄武魂をはめ込んだ左手によって練られた旺気である。五行の「水」を操る。
戦闘:　その実力は五方輪の中でも随一とされ、高い戦闘力を持つが、物理攻撃は行わない。ゲーム中で彼を使用するにはある条件を満たさなければならない。五神宝珠の中では玄武魂のみ武具がなく、使用者の左手の甲（こう）に直接埋め込むようになっている。五方輪のなかでは、唯一、軽氣功を常時使用し、紫微仙のように高所の浮遊はできないが、地上を滑るように移動できる。
人柄：　諏訪の氏族の家に生まれ、常世と現世の端境（はざかい）を守る道祖神を祀る祭司である。幼い頃に家族と一緒に諏訪湖で事故に遭い、夜斗は無事助かったが、両親を亡くしている。己に枷（かせ）を填め（はめ）ストイックなところがあり、より多くの旺気を練ることをめざし、精神集中のため数年間、左目だけを閉じている。寡黙（かもく）であるがため、開けっぴろげの八洲から疑われ疎まれるようになり、夜斗もそのことに気付いてはいるが、事情により「それに答えることができない」とジレンマを抱えるが、八洲のそんな態度も、塞上の線の細さ（戦いではなく人として）や、生真面目さを心配する裏腹（うらはら）でもある。普段は沈着冷静な優男（やさおとこ）だが、自分が慕う人のためならば、自己犠牲も厭わない少し盲目的な一途さを持つが、最終話で直柔の本質を見抜く目と、自分の及ばない所を自覚する客観性もある。最後に取った行動は、直柔と目的は同じだが方法が違う、夜斗の直柔に負けない度量と優しさの現われである。

### 三人の紫微仙

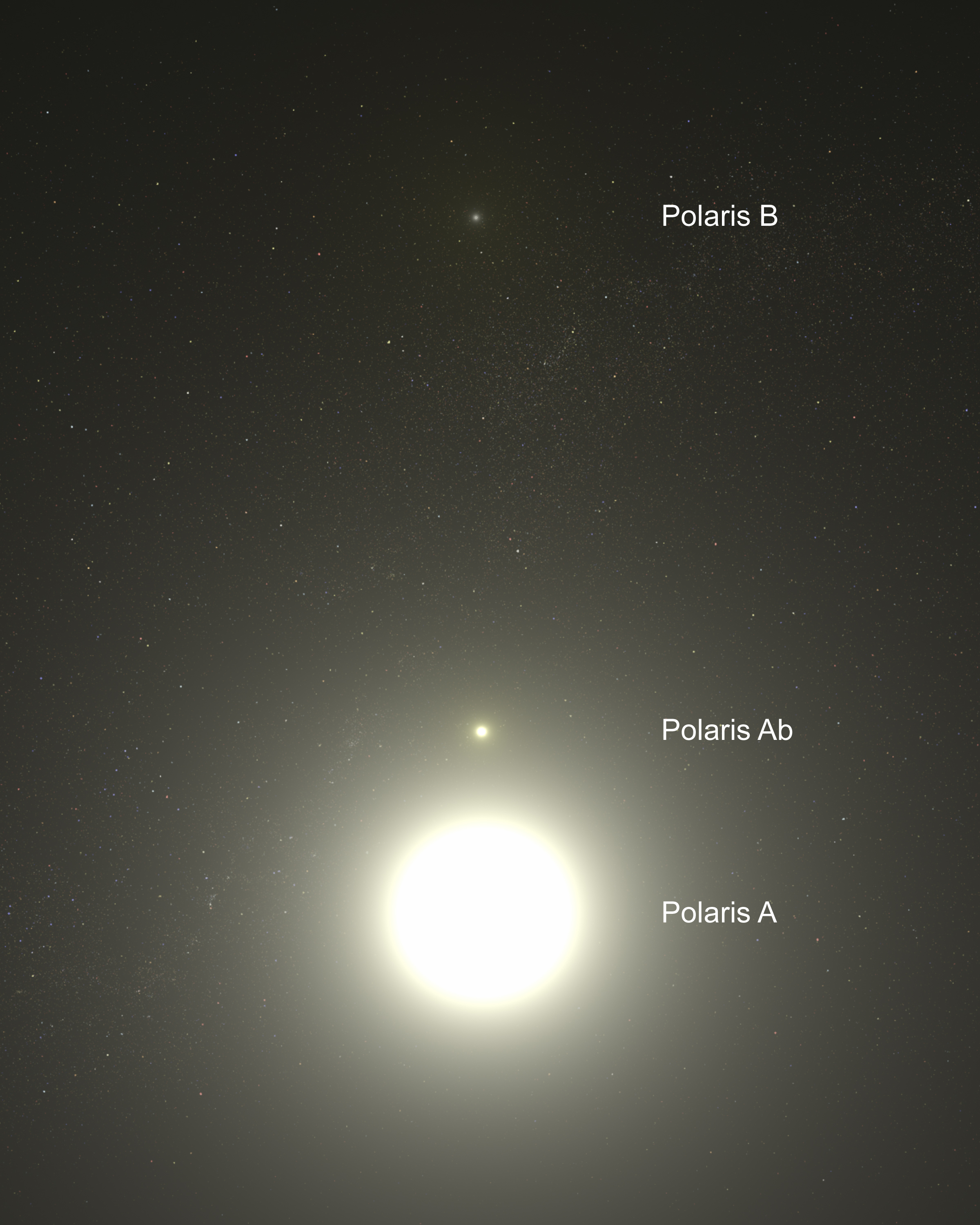
ポラリスA・Ab・Bの三つの星を紫微（北極星）という

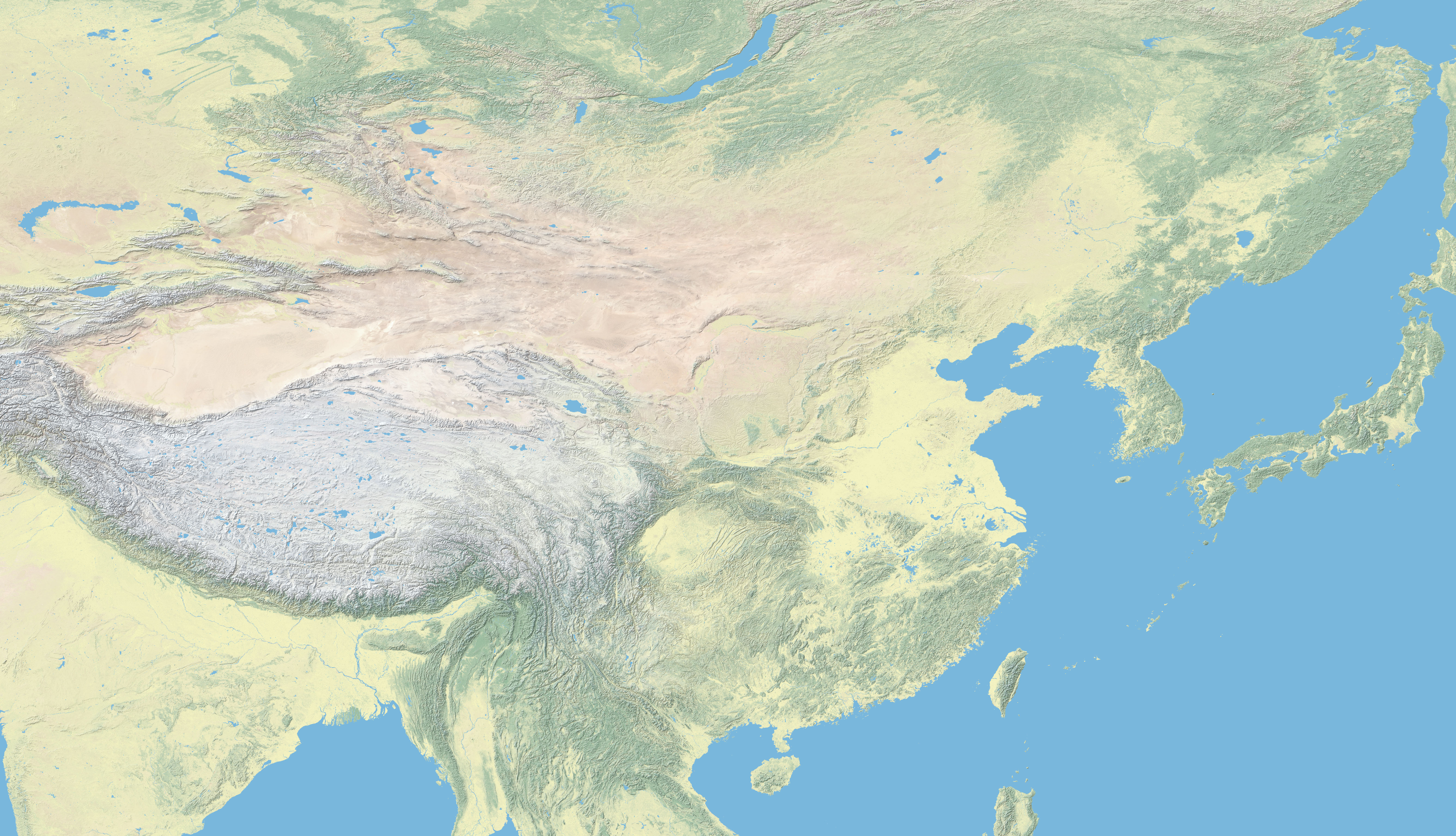
西方大陸

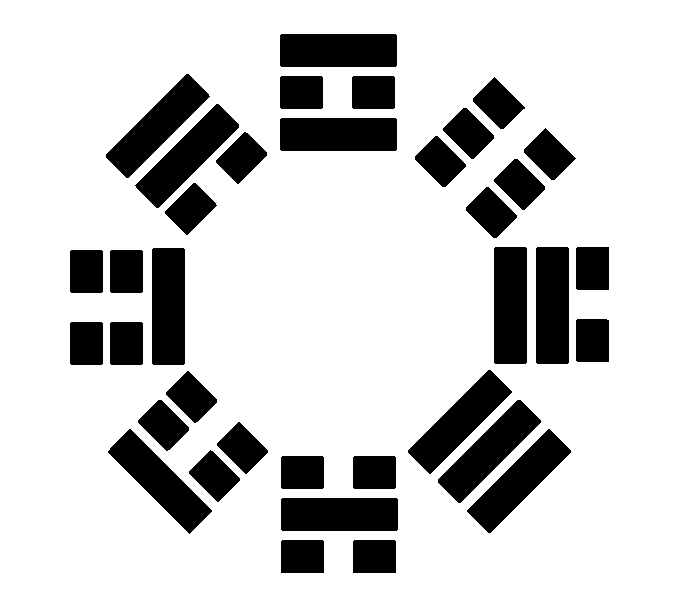
八卦爻

武究天尊 陽龍（ぶきゅうてんそん ヤンロン）（声：堀内賢雄）
紫微仙の一人で、武術の大家。
性別：男性　年齢：不明　誕生日：不明　身長：192cm.　出身：西方大陸
五行：火　五色：赤　陰陽：陽　力（ちから）：日
神器：玉鉞（ぎょくえつ）
戦闘：HP8888。近接打撃の武術中心だが、陰虎と同じ「追尾式衰氣弾（ついびしきすいきだん）や河伯と同じ超級太極弾を使う。また結界も使用し、特筆すべきは唯一、瞬間移動を行う。究極奥義として、「武究天尊-日華開門（ぶきゅうてんそん-にっかかいもん）」という術を詠唱（えいしょう）と共に繰り出し、衰氣弾の高速連射を行い一気に体力を削ってくる。
人柄： 生まれついての天才肌で、さまざまな武術のみならず、邪仙術や氣功術を労せず習得しており、高い戦闘能力を持つが、決して驕らず昂ぶらない佇まいであり、目的のためには凡庸（ぼんよう）の者の犠牲があっても意にも介さないが、「瑣末（さまつ）なものの中にも汲み取る物がある」と感じるような思慮深さも持ち合わせている。酒を好み、よく陰虎と戯れながら飲んでいる私的な面もあるが、全てを兼ね備えた完璧さが、第三者には偉そうに映るようである。河伯、陰虎と共に、七つの楔を抜こうとし、それを阻止せんとする神剣荒覇吐を携えたナミ姫よって、深手を負わされた過去を持つ。再び楔を抜こうと画策はじめる。
霊封天尊 陰虎（れいほうてんそん インフゥ）（声：安達忍）
紫微仙の一人で、邪仙術の大家。
性別：女性　年齢：不明　誕生日：不明　身長：169cm.　スリーサイズ：B86/W58/H83　出身：西方大陸
五行：水　五色：黒　陰陽：陰　力（ちから）：月
神器：玉璧（ぎょくへき）
戦闘：HP6000。陰虎らしく一切、打撃攻撃は行わないが、「邪仙術（じゃせんじゅつ）」により、遠距離から衰氣を飛ばすなどの多彩な衰氣攻撃を駆使し、超級太極弾や結界も使用する。また「軽氣功（けいきこう）」常に使用し、浮遊しながらの移動も素早いので、攻撃を易々とかわす。究極奥義として「霊封天尊-月華閉門（れいほうてんそん-げっかへいもん）」という術を詠唱と共に行い、盾となる大きな衰氣塊と追尾炸裂式の攻撃用の小さな衰氣弾8個を作り出し、高い攻守を誇る。
人柄： 邪仙術においては、紫微仙のなかでも卓越し、咒方士の咒術は、陰虎の邪仙術を基に作られた。露出度の高い服装で若い容姿だが、既に12000年以上生きている。陽龍の従妹でもあるが、陽龍に対し強い愛情を持っており、彼以外に肌を触れられることを極端に嫌う。居丈高（いたけだか）で感情の起伏が激しく、激高すると容赦のない一面を持っていて、貴賤上下の感があり、紫微仙以外の人間を見下し、名ではなく下郎と呼びすてにする狭窄（きょうさく）な心根（こころね）である。身分も高い人物らしく、日常では宮奴（みやつこ）を従えていて、その宮奴を通じ、あずさとは過去に何かしらの因縁がある。
元聖天尊 河伯（げんせいてんそん カハク）（声：羽佐間道夫）
紫微仙の一人で、氣功術の大家。
性別：男性　年齢：不明　誕生日：不明　身長：181cm.　出身：西方大陸
五行：土　五色：黄　陰陽：陰陽　力（ちから）：星
神器：玉琮（ぎょくそう）
戦闘：HP2000・3300・6800。河伯も陰虎と同様に打撃攻撃は行わない。衰氣弾と肉弾ではない超級太極弾（紫微仙は五方輪と違い氣のみで行う）を使用し、結界も使う。独特の術として、「八卦爻（はっけこう）」という自分を中心とした球面上に、氣によって作り出す、長方形の面を持つ多面体の障壁（しょうへき）を展開する。この障壁は隙間があり伸縮し、球面を小さくした時は完全防御となり、大きく展開した時は長方形の面が衰氣によるダメージをもたらし、長方形の面は氣による攻撃を常に弾き返すが、隙間はすり抜けるので弱点がある。究極の奥義として「元聖天尊-星宿賽宮（げんせいてんそん-せいしゅくさいぐう）」という術を持ち巨大な衰氣の塊（かたまり）をつくり、そこから8本の追尾式衰氣弾を放つ。
人柄： 氣功術の大家で生涯を賭して「氣」の研究をしている。柔和な雰囲気のある外見とは裏腹に、厳格な性格で冷静で声を荒立てることはなく、陽龍のように酒を嗜んだりすることは少ない。探究のためなら手段は厭わない（いとわない）冷徹な学者肌でありながら、どこか達観（たっかん）したような面持ちであり、紫微仙の一人としてその目的に賛同しながらも、敵対する五方輪に対して、暗に助力するような振る舞いもする。直柔達の前に度々姿を現わし、ひふみとは何か縁（えにし）がある。

### 七人のその他の人々

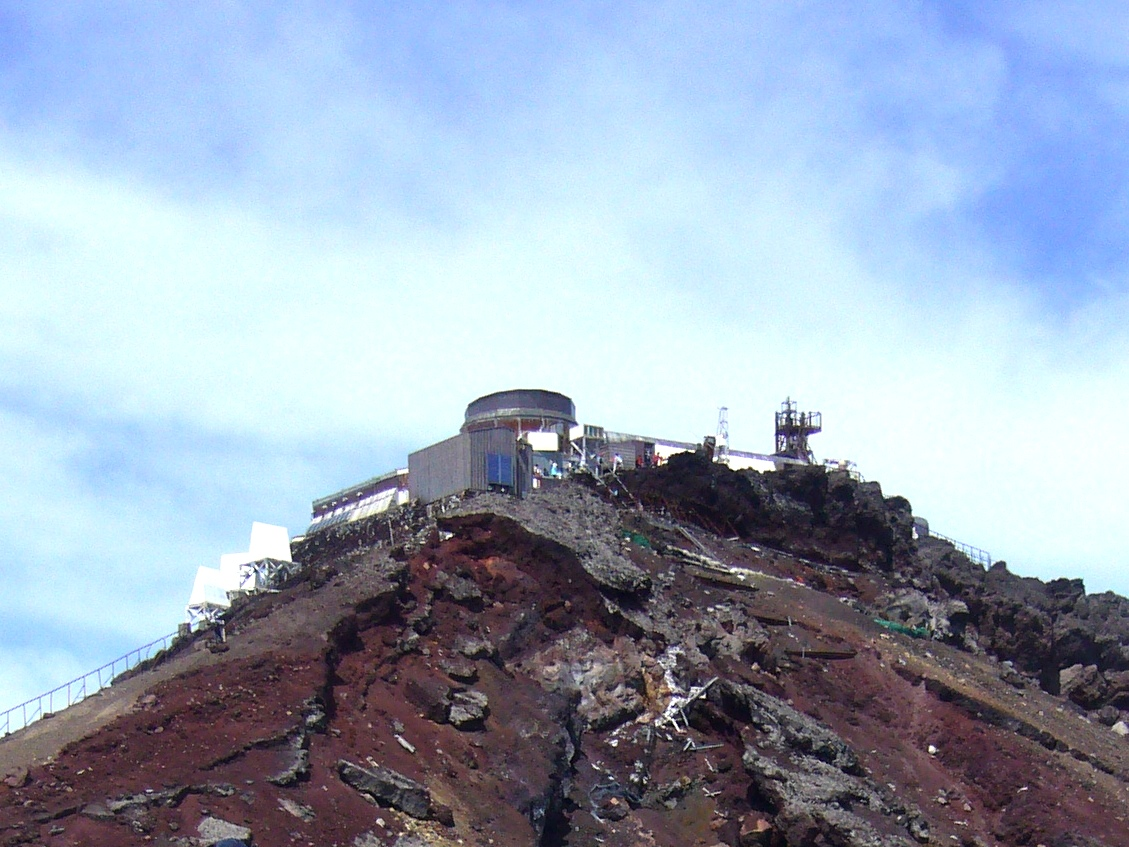
富士山測候所

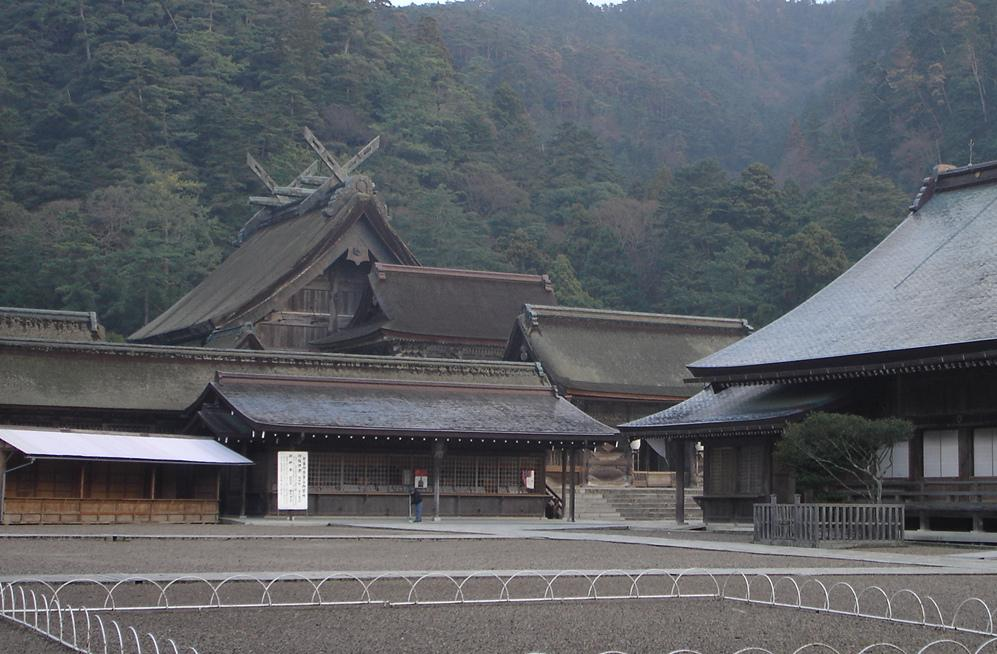
出雲大社

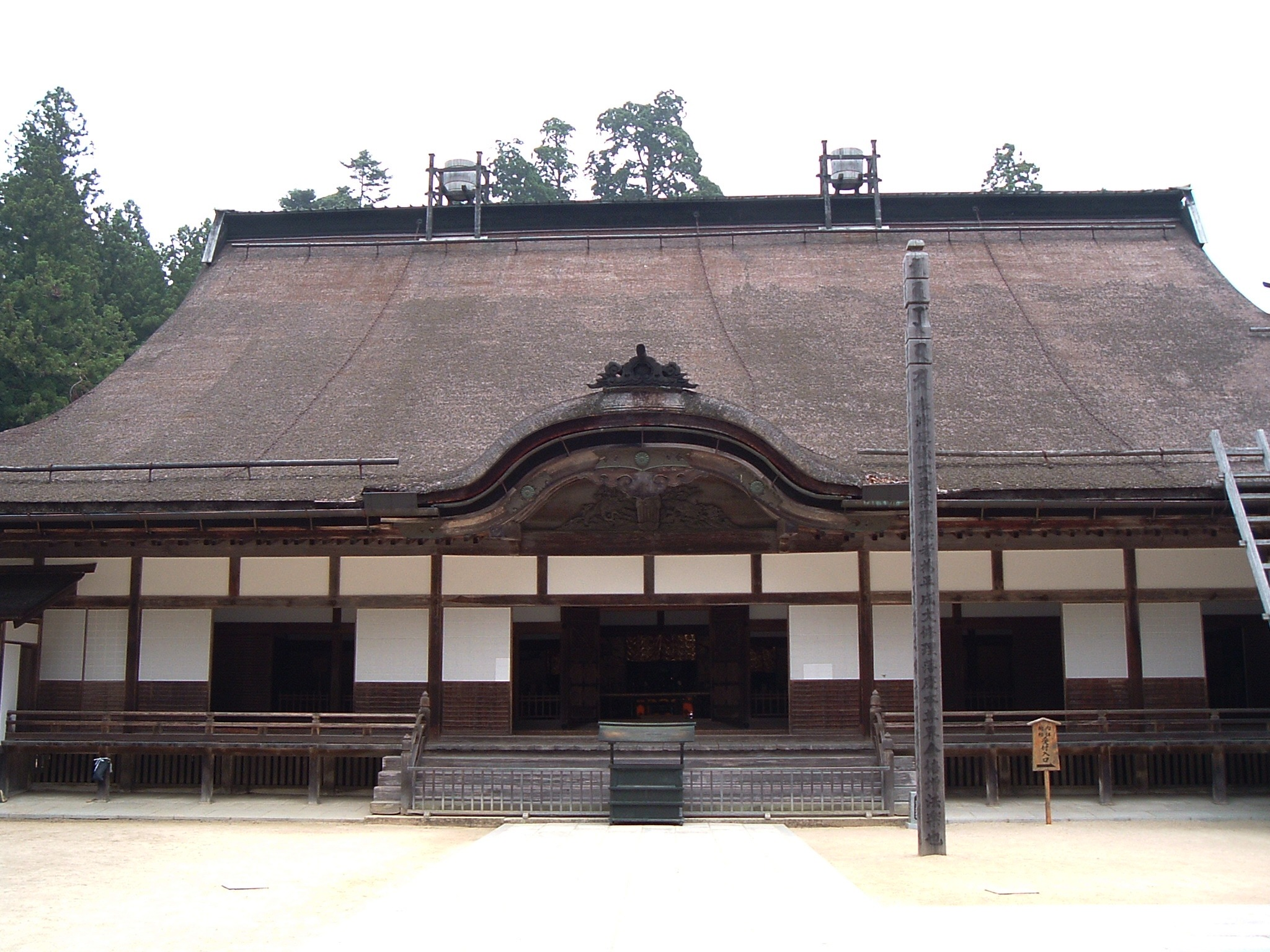
金剛峰寺

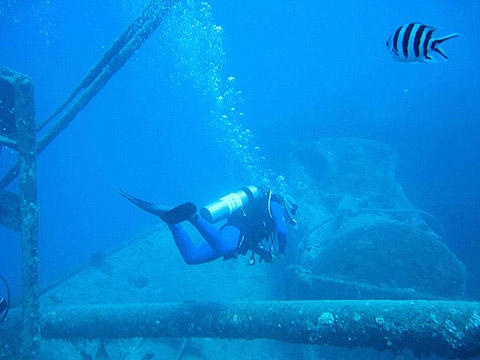
サルベージ・ダイバー

佐々木 喬一（ささき きょういち）

富士山測候所職員
性別：男性　年齢：20代　誕生日：不明　身長：不明　出身：不明
富士山測候所に務める職員であったため、紫微仙が齎す禍の最初の犠牲者になる。オープニングムービーに一瞬登場する。
立科 冱（たてしな さえ）（声：井上瑤）
国家公務員・科学者
性別：女性　年齢：29歳　誕生日：不明　身長：170cm.　スリーサイズ：B85/W57/H87　出身：関東
科学技術庁に所属する国家公務員で科学者。頭脳明晰なだけでなく野心があり行動力もあるが、ぞんざいな命令口調で、相手に伝えるのではなく自分に酔うように独善的に話し、人の話を聞こうとせず興味のない人間はとことん無視する。「公務員・エリート・科学者の悪いイメージ」のステレオタイプの寄せ集めのような性格。みづほも所属していた「防除班（ぼうじょはん）」という組織に、科学顧問として出向しており、みづほの突出した能力に着目し、「S-サイクル力線発振器（エス-サイクルりきせんはっしんき）」という「寄り神撃退兵器」の開発のため、彼女を検体（けんたい）として調査研究をしていた。みづほに引き続き、高千穂にて直柔と八洲に出会い、その後も度々五方輪と出会うこととなる。
東 宗造（あずま しゅうぞう）（声：石森達幸）
神職
性別：男性　年齢：40歳　誕生日：不明　身長：172cm.　出身：福岡
沖ノ島にたった独りで住んでいて、宗像大社（むなかたたいしゃ）の沖津宮（おきつみや）の禰宜（ねぎ）をという神職を務める。沖ノ島に出没する寄り神退治を、我舞要に依頼し招いた。初老の神職でありながら、寄り神の存在を受け入れられず、自身も「近代文明に生活の重きを置いている」ことからだと気付き、それに同意を求めるかのように若年の我舞に問いかけるが、寄り神退治を生業としているためか、どこか達観している我舞に諭される。
水見 歩生（みなみ あゆむ）（声：田中真弓）

楔を護るお役目
性別：男性　年齢：10歳　誕生日：不明　身長：137cm.　出身：出雲
島根県出雲大社の祭司である水見家の子息で、少しではあるが未来を見通す力や、結界を作るなどの霊能力（れいのうりょく）をもつ少年。楔を鎮護する「お役目（おやくめ）」を担っており、結界を駆使した迷路のような鳥居による道をつくり、あずさと共に楔を抜こうとする陰虎を足止めする。実はお役目を終えるまで名を持たないという境遇にあり、そのことで心に傷を持つ、人見知りの泣き虫でもある。紫微仙の齎した禍により、家族をすべてを失うが、失意の底でもなんとか使命であるお役目を果たそうとし、そこへ現れた境遇の似た年の近いあずさと心を通わす。
金剛（こんごう）・八洲 貴騎（やしま たかき）（声：高橋広司）

密教咒術の退魔師
性別：男性　年齢：29歳　誕生日：不明　身長：188cm.　出身：高千穂
武具：独鈷杵（どっこしょ）
高野山の金剛峰寺（こんごうぶじ）の僧侶で、密教の咒術を操る退魔師（たいまし）でもある。聖（ひじり）となり、生き別れになった兄を探して旅をしている時に、奈良の飛鳥で寄り神に襲われ負傷したところを、偶然に居合わせたひふみに助けられた。出家しているため名は金剛となっているが、道すがらの成り行きで、ひふみには本名であった貴騎を告げる。貴騎は負った傷をひふみの咒術で治してもらうが、女人禁制の僧侶であることもあり、月灯りと焚火（たきび）の灯に照らされたひふみの美しさに、どぎまぎしてしまう純粋な青年である。束の間の出会いだが二人は打ち解け、気心の知れた仲のように、互いの身の上を語りだす。
汐里 楸（しおさと ひさぎ）（声：竹内順子）
非合法サルベージャー
性別：女性　年齢：20歳　誕生日：不明　身長：166cm.　スリーサイズ：B81/W58/H82　出身：鹿島

鹿島が好きで、ガラン石により水没した鹿島に留まる、数少ない住人の一人であり、お金を貯めて漁船を買うことと、日々生きるために、非合法のサルベージ業を行っている漁師の娘である。操船と潜水を生業としているので、スポーティーな印象ながら、ちゃきちゃきの江戸の下町ことばで軽口も叩くが、実際は気が回り機転が利いて、人の機微（きび）も察する繊細な女性の一面を持つ。鹿島の名家の子息である我舞要と多少の縁があり、本来の宿命に気付いた我舞要から、所持している小型の浚渫物運搬船（しゅんせつぶつうんぱんせん）のチャーターを請ける。

#### 核心となる人物

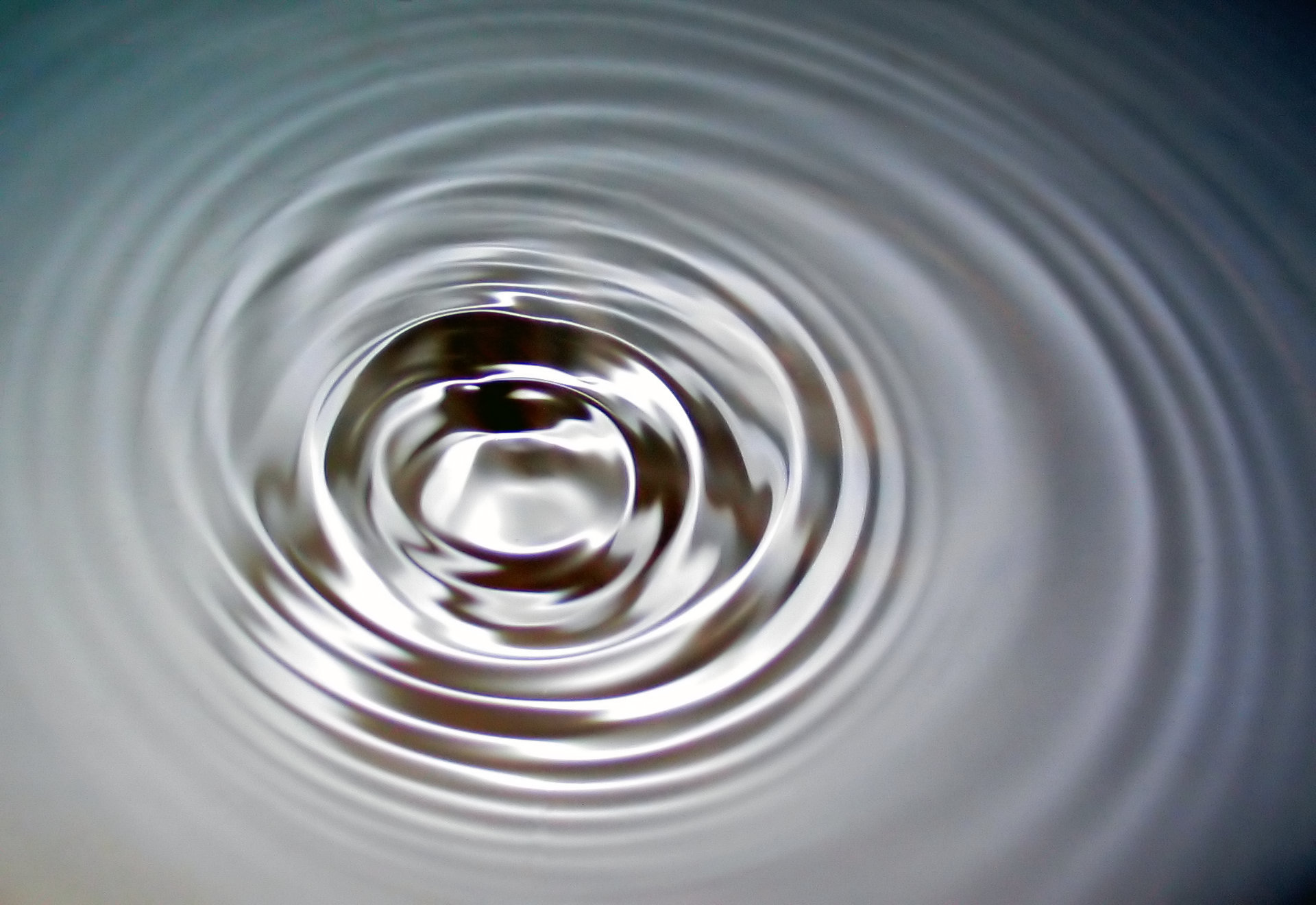
水紋から現れるナミ姫

那美姫（なみひめ）（声：笠原弘子）
神域を護る巫女
性別：女性　年齢：不明　誕生日：不明　身長：160cm.　スリーサイズ：B82/W52/H80　出身：芙蓉山
五行：不明　五神：不明　五色：不明　五徳：不明　陰陽：不明　力（ちから）：不明
神器：不明
武具：荒覇吐
かつて紫微仙の3人と荒覇吐を用いて戦ったが敗れ、「三位結界（さんみけっかい）」の虜となるが、陽龍に一矢報い深手を負わせたことで、長きに渡り紫微仙の企みを足止めする。この世界の真理を知っているただ一人の人物であり、この世の辿る（たどる）べき方向も解っていて、ゆえに孤独でもあったが、一つの心の支えにができたことで、よりいっそう強く優しく慈愛（じあい）に満ちて生きてゆく。神官の血筋の生まれからか、遠く離れた「感応する能力のある人間」と意識を交わすこと（交感）ができ、その相手に憑依（ひょうい）する能力も持ち合わせていて、かつて塞上夜斗と意識を交感（こうかん）したことがある。また紫微仙に対し、紫微仙達も気付いていない「彼らが何者なのか？」ということを、唯一知っている人物でもあるが、そのことは最終ステージが終了したフィールドで、「彼らが何者なのか？」を悟った直柔の口から語られる。

## 敵
「紫微仙の3人」と、紫微仙の作った式神（しきがみ）である「六震祇」と、人の生命活動から排出される氣である衰氣を求めて、常世から現世に出現する「寄り神」が敵となる。偶然出会う「とある人物（HP1000）」も、人とは考えられない「氣」を発していることと暗闇であったため、お互いを寄り神の類（たぐい）と勘違いし、戦いになる。心の隙を突かれ、河伯に操られる「とある人物（HP2000）」も、一時に敵となる。
六震祇の咆哮（ほうこう）と寄り神の断末魔（だんまつま）は、三ツ矢雄二によるものである。「紫微仙の3人」と「とある二人」については、登場人物を参照。

### 六震祇
六震祇（りくしんぎ）は、「あるもの」を封じる結界を作っている「楔」を抜くために、紫微仙により、なにかしらの対象物を依り代（よりしろ）に作られた式神であるが、五方輪はそれを阻止する立場になるので、必然的に戦うようになる。六震祇も全て、五行のいずれかに属し、また結界は無効のうえ結界能力を持っている。
「六震（りくしん・ろくしん）」とは六種震動とも表記し、釈迦の人生の節目または、新たな思想を説いた時が6回あったとされ、その毎時に世の全てが、6方向（東西南北地天）のうちの一方向づつに、順番に胎動したとされ、この現象を瑞祥（ずいしょう）とし、その方位を「動・起・涌・震・吼・覚」と表している。「祇（ぎ）」は日本における神とされるものを意味する。六震祇のそれぞれの名は、六震の6文字に「尸（し）」をくわえたものであるが、尸は屍や死を意味し、漢字の部首としても屍垂（かばねだれ）といい、生き物の代謝による排出物や、代謝が終わった老廃物を意味する漢字の部首に使われる。
- 高千穂： 尸起（しき） 　五行：火　作者：陽龍　HP1800
- 沖ノ島： 尸動 （しどう） 五行：火　作者：陽龍　HP2100
- 出　雲： 尸震 （ししん） 五行：土　作者：河伯　HP2400
- 大　和： 尸覚 （しかく） 五行：土　作者：河伯　HP3600
- 富　士： 尸吼 （しこう） 五行：水　作者：陰虎　HP3200
- 鹿　島： 尸涌 （しゆう） 五行：土　作者：河伯　HPは不明
- 淡　島： 尸吼の変異体五行：水　作者：陰虎　HP3600
（淡島戦で、五方輪の内、決められた一人を選択すると、幾つかの特別な台詞が聞け、あるエピソードを知ることになる）

六震祇の依り代
- 尸起の依り代：バショウカジキ
- 尸動の依り代：カニ[44]
- 尸震の依り代：銅鐸
- 尸覚の依り代：酒船石
- 尸吼の依り代：三鈷杵
- 尸涌の依り代：デルタ多面体

依り代となったものの画像

### 寄り神
寄り神・寄神（よりがみ）も、全て五行のいずれかに属していて、倒した時に弾ける光球の色でも判断できる。寄り神には等級があり、下級・中級・上級となっていて、結界の捕縛できる時間と、衰氣ゲージの中和に関係し、上級ほど捕縛時間が短く衰氣ゲージの旺氣の上昇量が大きく、下級はその逆になる。特徴は固定・移動・高速移動・浮遊・飛翔や、突然出現するもの、透明、不死身のものもいる。攻撃は物理と衰氣弾を行い、特殊な攻撃では、毒液や毒霧を吐いたり、衰氣レーザーなど、珍しい手段で攻撃してくるものなどがいる。防御や特殊能力は、旺氣反射や弾性性能（体ごと弾かれる）や衰氣感染を齎すもの、結界を仕掛けるものや結界無効などの能力を持つものがいる。
寄り神の名は、ほとんどが、日本で伝承される妖怪から採られ、ホオナデの頬を撫でるような仕草や、センポクカンポクの姿など、その妖怪の特徴を踏襲しているものも多い。
珠洲
寄り神はすべてHP96
- アンモ（体当たり型） - 下級。もとになった妖怪、アンモ。
- ホオナデ（固定型） - 下級。もとになった妖怪、頬撫で。
- ヒダル - 上級。もとになった妖怪ヒダル神。
- メドチ - 中級、弾性能力。もとになった妖怪、メドチ。
- モウジャブネ - 上級、触れるとダメージとなる潮を吹く。もとになった妖怪、亡者船。

高千穂
寄り神はすべてHP128
- イッシャ - 下級。もとになった妖怪、イッシャ。
- イッポンダタラ - 下級。衰氣弾と毒霧攻撃をしてくる。もとになった妖怪、一本だたら。
- ガンゴ - 上級、不死身。もとになった妖怪、がんご。
- ジュズガケ - 下級、毒液攻撃をしてくる。もとになった妖怪、数珠掛または数珠掛狐。
- ノタバリコ - 下級、終点近くの岩の柱の上に出現する1体は夜斗にしか倒せない。もとになった妖怪、のたばり子。

沖ノ島
寄り神はすべてHP160
- カラキガエリ - 上級、弾性能力を持っている。
- ケボロギ - 中級、衰氣弾攻撃をする。
- コトリゾ - 下級、もとになった妖怪、子取りぞ。
- センポクカンポク - 中級、もとになった妖怪、センポクカンポク。
- モウスケ - 下級。もとになった妖怪、猛助。

出雲
寄り神はすべてHP192
- アンモ（衰氣弾型）- 中級。
- カクシンボ（透明） - 上級、地面に映る影しか見えない。あずさの氣の矢、若しくは超級太極弾でしか倒せない。もとになった妖怪、隠しん坊。
- ノウマ - 下級、結界能力のみ攻撃はない。もとになった妖怪、野馬。
- ハテンゴ - 中級、衰氣弾攻撃。もとになった妖怪、ハテンゴ。
- ホオナデ（移動型） - 中級、衰氣弾攻撃をする。

大和
寄り神はすべてHP224
- クネユスリ - 上級、結界無効。もとになった妖怪、くね揺すり。
- サダ - 下級。本作では涎を垂らし攻撃してくる寄り神だが、日本で伝わるのは、青森県西津軽の妖怪で山に出没し、「サダに憑依されると鼻水が止まらなくなる」となっている。
- ズンデ - 上級、触手の物理攻撃と衰氣弾を仕掛けてくる。
- ニクスイ - 下級。もとになった妖怪、肉吸い。
- ヨブコ - 中級。もとになった妖怪、呼ぶ子。

富士
寄り神はすべてHP256
- アカテコ - 下級。もとになった妖怪、赤手児。
- オンモラキ - 上級、結界能力のみ攻撃はない。もとになった妖怪、陰摩羅鬼。
- カゴショイ - 中級、素早い動きで体当たりをする。籠背負とは岩手県九戸の妖怪で、子供たちが恐れるとされ、一説には官軍勢が訛って籠背負に転化されたとする解釈もある。
- キリイチベイ - 下級、衰氣弾攻撃と2体で挟み打ちをする。もとになった妖怪、桐一兵衛。
- テンヅルシ - 上級、近づくと自滅攻撃をするものがいる、もとになった妖怪、天吊るし。

鹿島
寄り神はすべてHP288
- イゲボ - 中級、衰氣レーザーで攻撃してくる。もとになった妖怪、鬼火（方言でいげぼと読む）。
- カブソ - 中級。もとになった妖怪、かぶそ。
- シャグマ - 下級、傘のような体で包み込んでくる。静岡県の西部と愛知県の東部に伝わるもので、髪が長く全身が毛深く、人の形をした人のようで人ではない妖怪とされる。
- ナモウレイ - 上級、アンコウのような形で、水面を泳ぎながら衰氣弾で攻撃する。もとになった妖怪、なもう霊。
- フチカリ - 上級、結界無効。もとになった妖怪、フチカリ。

淡島
寄り神はすべてHP320
- アンモ（高速移動型） - 上級。
- センポクカンポク - 上級、弾性能力を備える。
- カブソ - 上級。

## 組織・情勢
公式資料には、組織・情勢については、突然起こった災害に対しての、日本政府や世界各国の科学的対処や、市井（しせい）の人々の動向を、「陽の章」というレポートとして、内閣安全保障調査会が作成したものがあり、もう一方で、太古から続く計略による禍に対しての、ごく限られた人々が知る超常的原因を研究する学者が、作成した「ガランの日と闇の史実」という著書をもとに、平易に記述しなおした「陰の章」というものがある。

### 陽の章

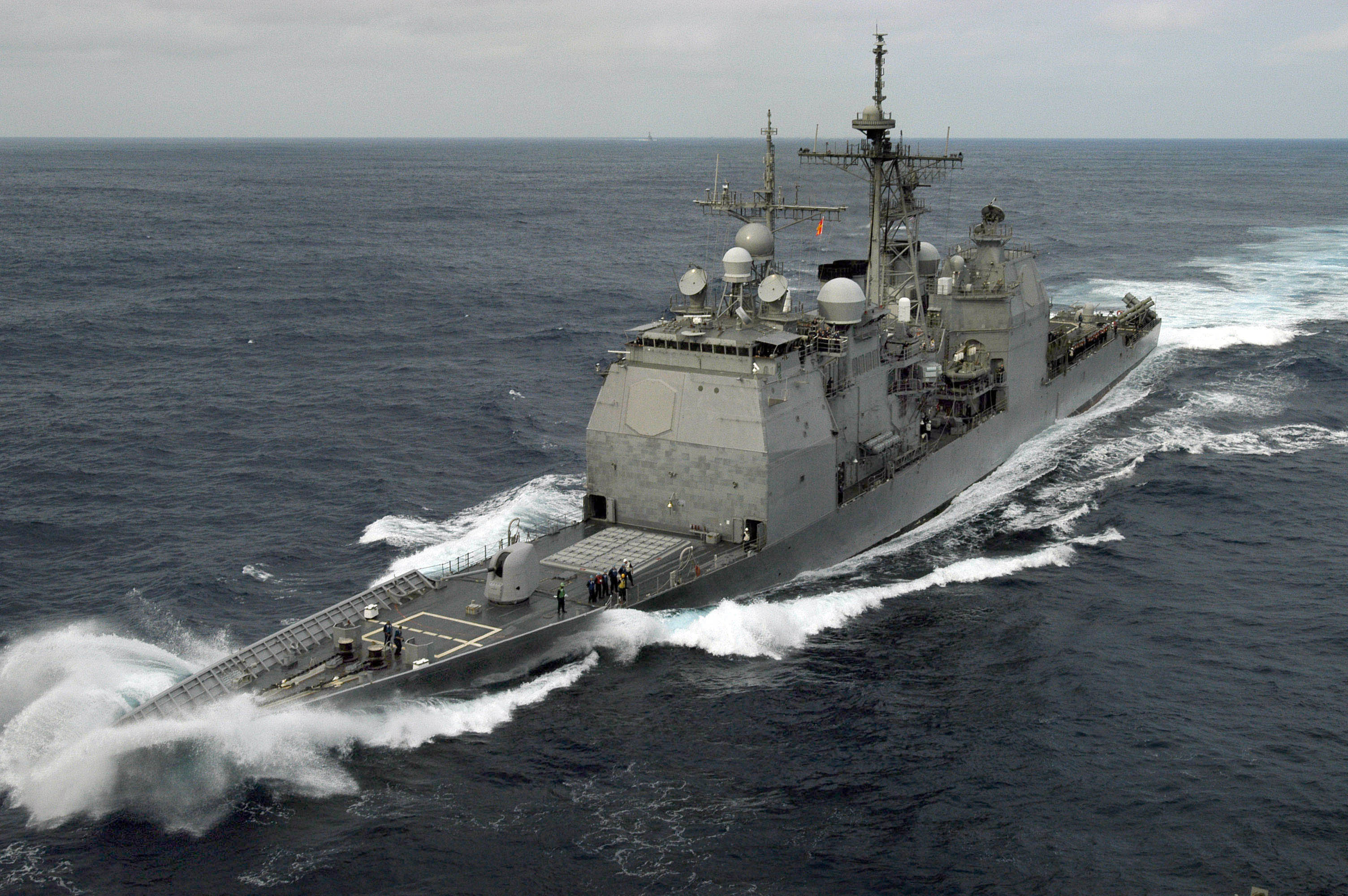
イージスシステム巡洋艦

「富士異変」から数年の出来事と社会情勢。陽の章の組織に属す人物で、物語に登場するのは立科だけであるが、みづほもかつては防除班に所属していた。
組織
多国籍調査団
中国政府による、未知の災害への懸念（けねん）から発足した国際組織で、「ガランの日」の科学的原因究明と調査を始める。
アメリカ国防先進計画庁
アメリカの国防のためガラン石の柱の調査をはじめる。
BL5改大型レーザー照射機搭載特殊イージス艦

ガラン石の柱の具体的調査を行うための、レーザー照射機を備えたイージスシステム搭載の戦艦。
日本政府
壊滅地域多数のため行政区区分の改革を実行。災害対策本部設置・防除班を設立。
科学技術庁
寄り神撃退のため調査研究を始める。
S-サイクル力線発震器
科学技術庁の調査研究の結集として、「寄り神撃退兵器」として開発された。
警察・自衛隊
寄り神撃退のため協力して、防除班の設立に着手。
対寄り神防除班
警察と自衛隊をもとにつくられた「寄り神撃退組織」。

日常
富士異変・ガランの日・日本の被害状況
あらすじを参照。
市井の人々
災害による精神的負担・寄り神に対する科学的不可知と、現実としての受け入れという矛盾。
新興宗教
寄り神を受け入れ、さらには崇めるという宗教団体の台頭。
退治屋
寄り神を退治する善意の少数の人々と、金銭目的の悪意の偽退治屋の発生。
防神用品販売
市況（しきょう）に出回る効果の無い、「寄り神除け」の品々で、防神（ぼうしん）グッズなどともいわれる。

### 陰の章

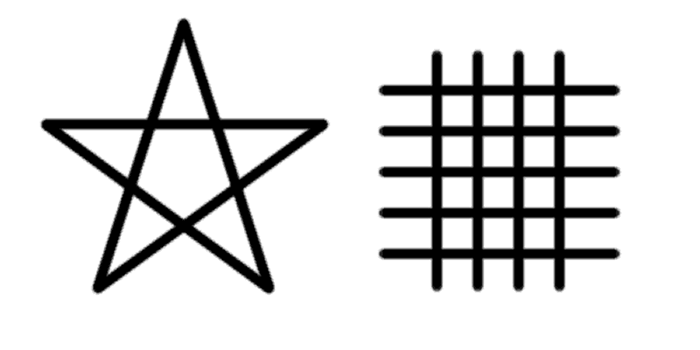
セーマンドーマンの魔除けの紋章の晴明桔梗と九字

原初の渾沌（こんとん）から生じ、悠久（ゆうきゅう）の時間にあるこの世の真理と、この物語の本流であり、主人公たちが活躍するこの世のもうひとつの側面と、「ガランの日を遥かに上回る禍の始まり」と、それらに係わる物事。※この物語の根幹となる5つの事象と5つの言葉については、記載していない。
組織
高天の民
太古に栄えたといわれる一族。
紫微仙
登場人物を参照。
輪
登場人物を参照。
五神宝珠と五つの武具
五神宝珠とは五氣の内1つの特性を持ち、使用者の持つ「氣」に倣った（ならった）霊力を齎し、旺氣を操るのを助ける力も持つ宝珠。各個の宝珠と武具については、登場人物の五方輪を参照。

非日常
富士文明
太古に存在した史実には無い、失われた文明。
陰陽五行
ゲームシステムを参照。
八卦
陰陽五行から発展した、この世の基になる8つの要素（エレメント）で「乾・兌・離・震・巽・坎・艮・坤」や「天地雷風水火山沢（てんちらいふうすいかさんたく）」などとあらわす。
九星
宿曜道（しゅくようどう）ともいい、西方大陸で発達した九星（きゅうせい）や九曜（くよう）に、影響を受けた日本の陰陽五行から発生した占星術。五行と八卦を組み合わせ九つに分類したもので、五行を五曜（ごよう）とし、それに陰陽の月と日を加えて七曜（しちよう）とし、さらに、日食・月食を齎す計都（けいと・釈迦）と羅睺（らごう・不動明王）の二つの星を加え、九曜として暦や日時に当てはめたり、天体そのものの、北斗七星を七曜星、カシオペヤ座を五曜星、北極星を紫微星（しびせい）と呼称するなど、その星の動きや方位や暦を九星に振り分けるなどして、物事の未来を予想したりした。
衰氣・旺氣
生きとし生けるものの生命活動の気の循環をあらわす。衰氣は気枯れ・穢れ（ケガレ、ただしこれは民間語源であり、現実には迷信でありフィクションであることに注意）、旺氣は気張る・気晴らし（ハレ）。現世の生きとし活けるものは旺氣を吸い衰氣を吐き出す、よって大量の衰氣は体を衰えさせる。寄り神はその逆であるため、五方輪は旺氣を寄り神にぶつけることにより撃退ができる。
常世と現世
現世は現実世界であり、常世はその現世に相対する異世界。寄り神は常世から流れ着く物と考えられている。

## 五つの事象と言葉

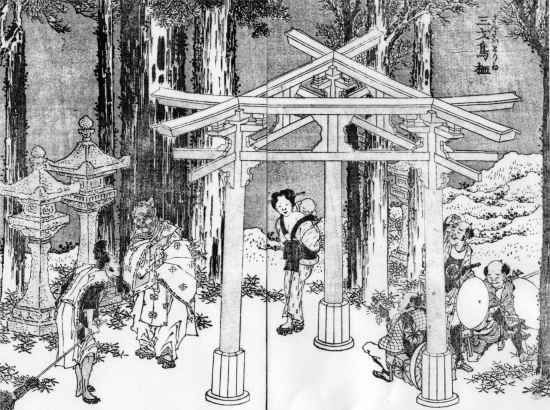
本作の禁門の形状の
基となった三柱鳥居

物語における重要な5つの事象は時系列に従い、重要な5つの言葉（本作での造語）はその意味を記述する。
1. It's a merry X'mas
歌手 京野ことみ
作詞 菊田裕樹
作曲 菊田裕樹
2. 淡夢の軌跡
歌手 京野ことみ
作詞 北山祐記
作曲 菊田裕樹

### サウンドの挿入場所
- デモンストレーション - Die On Destiny・Regret
- メニュー - Angel's Fear Again
- ゲームオーバー - Silence
- ゲームクリア後の特典映像 - Silence

- プロローグ - Ancient Power
- 珠洲・第一話
  - 珠洲 - Quake
  - 珠洲での河伯戦 -  Energy

- 高千穂・第二話
  - 高千穂 - Fire Wire
  - 高千穂での尸起戦 - Die On Destiny

- 沖ノ島・第三話
  - 沖ノ島 - Strange Promis
  - 沖ノ島とある人物戦 - Riot Emotion
  - 沖津宮での尸動戦 - Energy

- 出雲・第四話
  - 出雲 - Labyrinth
  - 宇迦山での尸震戦 - New Day
  - 宇迦山での陰虎戦 - Absolute Lady

- 大和・第五話
  - 桜井市での尸覚戦 - Riot Emotion
  - 三輪山 - Sign
  - 三輪山での河伯戦 - Die On Destiny

- 富士・第六話 - It's a merry X'mas
  - 富士 - Labyrinth
  - 富士地下遺跡での尸吼戦 - Energy

- 鹿島・第七話
  - 鹿島  - Frequency
  - 尸涌の胎内 - Frequency

- 日高見・第八話
  - 宮城野とある人物戦 - Riot Emotion
  - 多賀城跡 - なし
  - 壺石の河伯戦 - Broken Memory

- 諏訪・第九話
  - 諏訪湖での陰虎戦前後半 - Absolute Lady

- 淡島・最終話
  - 淡島 - Riot Emotion
  - 淡島封禅台での尸吼変異体戦 - Energy
  - 陽龍戦前半 - Die On Destiny
  - 陽龍戦後半 - Regret

- エンドロール - 淡夢の軌跡

## 双界儀（小説）
『双界儀』（そうかいぎ）とはPlayStation専用ソフトの小説版であり、『双界儀』のストーリーをそのままに肉付けし、ゲームでは語られなかった詳細を含め、脚色された単行本（ソフトカバー）である。

### ストーリー
ゲーム以上に古語や漢字表記が増えている反面、ゲームでは背景程度でしかない、近代的な文化や施設や機器の記述や、科学や生物学などを用いて、背景となる状況の設定の説明もされ、日本の伝承や日本神話にとどまらない、サイエンスフィクションの色合いもあり、古式ゆかしい登場人物、特に五方輪とナミ姫はより生身の人としての、人間関係を通じた心情が表現され、現在に生きる人々としても描かれる。戦闘シーンの描写も盛り込まれ、各キャラクターの武術も丁寧に反映され、ダイナミックに感じられるとともに、寄り神や心霊現象の発露などに、おどろおどろしい形容がされ、畏怖（いふ）をイメージさせるための演出ともとれるが、この二つの要素が加味されて、メリハリの利いたものになっている。
ゲームとの差異はほとんどといって良いほどなく、ムービーシーンで使われた台詞はそのまま活字になっていて、強いて言えば、富士でみづほが歌うクリスマスソングが『It's a merry X'mas』ではなく『Lovely Strains 〜淡夢の軌跡〜』になっていることと、言葉が古語としての表記や読みに差し替えられているほか、後述の「あとがき」にもあるが、基本設定の矛盾点として「楔とその結界を解くこと」に関するエピソードなどが、盛り込まれているぐらいである。追加部分はというより、基本設定にあったとおもわれる、ゲームでは一瞬しか登場しなかった佐々木喬一の人となりや出来事が描かれているところと、直柔とみづほの出会う前などの序章の導入部分や、剣山の探訪や、エピローグが、物語により厚みと整合性を添えている。
あとがきの中で、著者である波多野鷹は、「実質的な原案者はYuke'sの天河信彦氏だ」と語っている。著者と天河信彦の間で、相当量の遣り取りがあり、ゲームの基本設定の矛盾になりそうな点や、ストーリーの根幹の「回避できないはずの状況設定に、逃げ道があること」などが、発覚したようであるが、逆にその矛盾などを新たに、「物語の厚みを増すエピーソードとして、取り込むことができた」と天河信彦を賛辞しつつ、幾つかの部分での共同作業の充実と、著者の作品の完成度に対する自負が語られている。
物語は13章からなり、「あとがき」を含め14章となっている。
- プロローグ
- 能登
- 剣山
- 高千穂
- 沖ノ島
- 出雲
- 三輪山
- 富士
- 鹿島
- 日高見
- 諏訪
- 紀伊水道
- エピローグ
- あとがき

### 表紙絵・挿絵

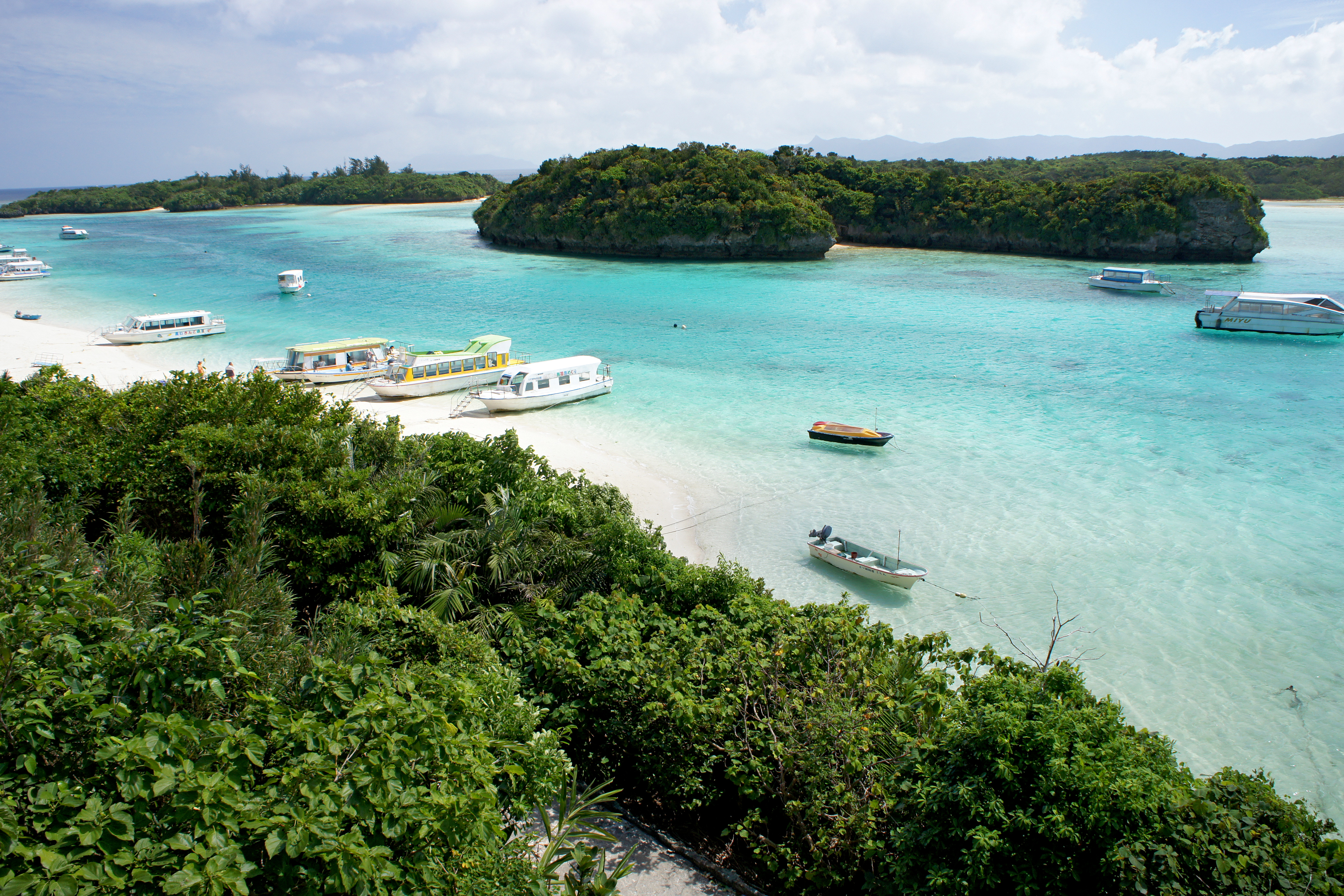
直柔の故郷の石垣島のビーチ

表紙を含めた着彩された絵は皇名月による新たな書下ろしである。また表紙のカバーの返しには、みづほの制服にデニムジャケットはおり、ポシェットを身につけた姿と、あずさのティディーベアを背負った私服姿が描かれている。本の2・3ページを使った見開きには、夜斗・ナミ姫・貴騎・立科を除いた登場人物（河伯は砂の彫刻になっている）が南国のビーチで戯れている姿が描かれている。本文中の登場人物の挿絵はゲームの説明書と同一である。

### 製作詳細
- 著者： 波多野鷹
- 表紙絵・挿絵： 皇名月
- 表紙デザイン： 小林博明
- 出版社： 角川書店
- 単行本（ソフトカバー）： 349ページ ・発売日： 1998/06 ISBN 4-04-701339-0（ISBN 978-4-04-701339-1）

## 双界儀（漫画）
『双界儀』（そうかいぎ）とはPlayStation専用ソフトの漫画版であり、『双界儀』のストーリーをそのままに肉付けし、ゲームでは表現できなかった部分を含め、脚色された単行本（ソフトカバー）である。

### 作画・ストーリー

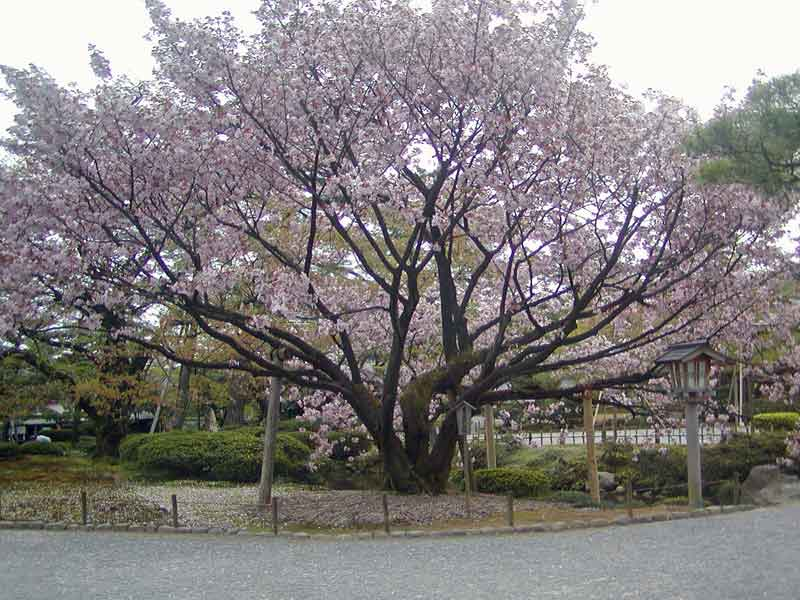
桜をモチーフとして現世のが画かれている

ゲームでは、容量やドットの関係から詳細の良く解らない部分が、漫画ならではに画かれている。全体的な印象は明るくポップなタッチであり、主人公たちのとぼけたギャグシーンや私服姿が随所に見られ、身近に感じられるようになっている。
ストーリーにおいては、柔直の幼少の頃やみづほの防除班時代などが追加され、独自の作品感につながっている。また、小説版との整合性も取られ、矛盾のほとんどない形になっている。ゲームとの相違点もほとんど無いが、「楔とその結界を解くこと」について指摘される「回避できないはずの状況設定に、逃げ道があること」の点についての解消方法の理由付けが、小説とは異なっていて、作風に沿ったものとなっている。その他には、奥義マテリアは五神宝珠を持つ者しか獲得できないなどがある。
作画については、ゲームの情報として解らなかった部分が補完され、双界儀の世界を拡げているが、寄り神などは、オリジナルのキャラクターがいたり、六震祇もアレンジが加えられている。細かい部分ではあずさの胸当てが小さくなり、双勾玉の紋章が無かったりするが、七つ楔の形や夜斗の晒しにはしっかりと、秀真文字が画かれていて、ゲームでははっきりしなかったものが、より鮮明になっている。
全3巻からなり各巻に3話ずつで全9話となっている。各巻の巻末には登場人物の設定資料とショートストーリーが載せられている。

### 製作詳細
- 著者： 霧島珠樹
- 出版社： 角川書店
- 単行本（ソフトカバー）： 全3巻 
  - 第1巻　発売日： 1998/05　ISBN 404852934X ・ISBN 978-4048529341
  - 第2巻　発売日： 1998/10　ISBN 4048529943 ・ISBN 978-4048529945
  - 第3巻　発売日： 1999/02　ISBN 4048530437 ・ISBN 978-4048530439

## その他のコンテンツ

### 双界儀 公式ガイドブック完全版
ソフトカバーの外側のトレーシングペーパーに白色で、印刷された「乾・兌・離・震・巽・坎・艮・坤」の文字は八卦を表す。

#### 内容
- 第一章 - 双つの世界。基本設定と世界観・情勢
- 第二章 - 登場人物
- 第三章 - システム
- 第四章 - 双界儀物語。フルボイス部分の台詞の記述と各フィールドのマップと敵キャラクターの詳細と攻略方法
  - - ゲームクリア後データ集
- 双界儀用語集

#### 製作詳細
- 編集： ファミ通
- 監修： スクウェア
- 出版社： アスキー
- 単行本（ソフトカバー）： 全3巻 　発売日： 1998/06